# Fresques de l'église Saint-Martin de Vic

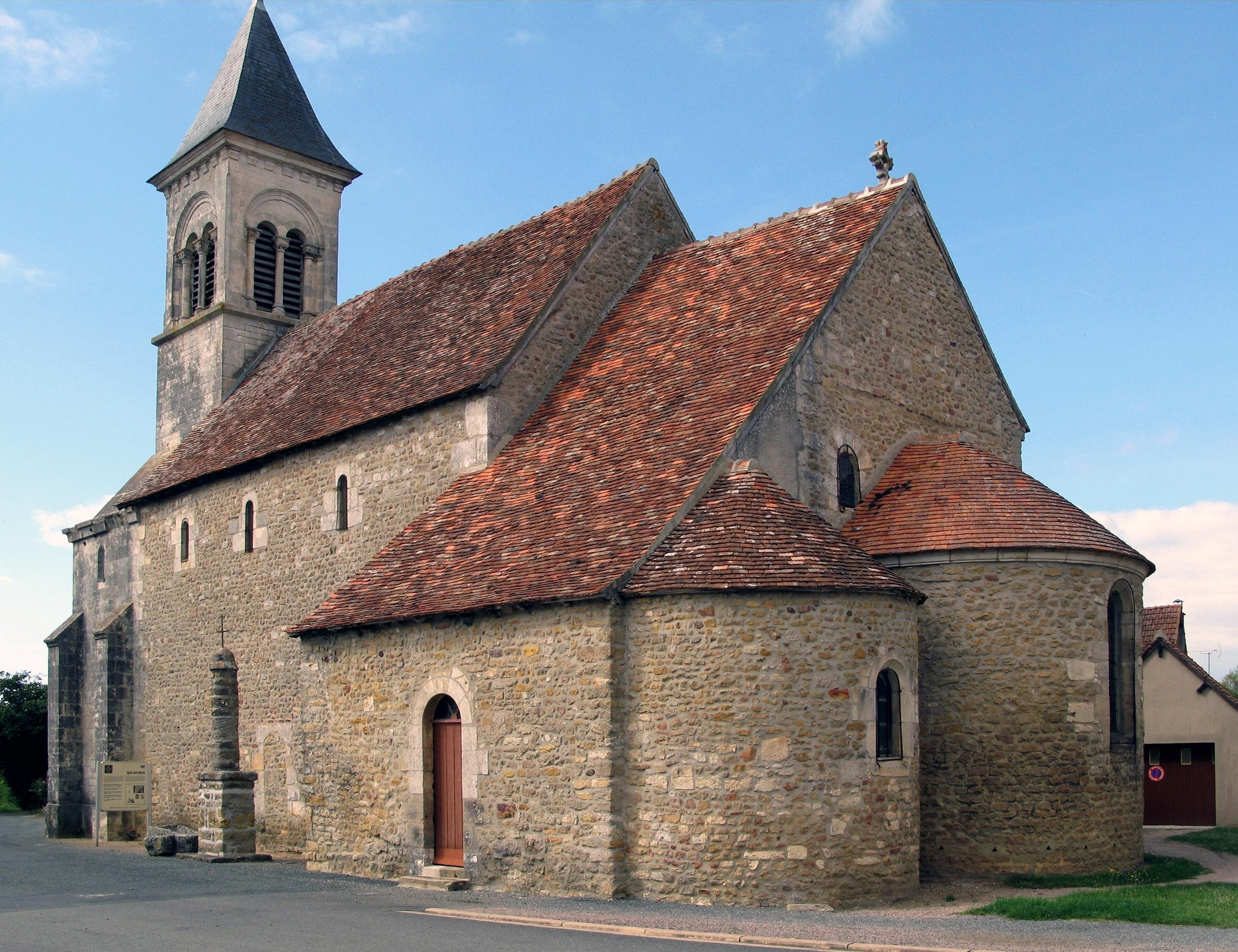
L'église Saint-Martin de Vic.

Les fresques de l'église Saint-Martin de Vic sont le décor peint qui s'étend sur le chœur et l'abside de l'église Saint-Martin de Vic. Ces fresques uniques font la célébrité de l'église et du lieu. Elles ont été reconstituées à l'identique en deux lieux très différents : à la Cité de l'architecture et du patrimoine de Paris et à Naruto (Tokushima) au Japon au musée d'art Ōtsuka.

## Présentation générale
Le décor peint s'étend sur l'abside, sur les quatre faces du chœur, et sur le mur de la nef attenant au chœur. La répartition des scènes peintes donne l'impression d'un grand désordre. Leur juxtaposition ne semble pas suivre une suite chronologique, et mêle des scènes de l'Ancien et du Nouveau Testament qui s'éclairent dans une savante combinaison.
Les peintures de Vic sont l’œuvre d'un unique artiste. Pour chaque surface murale, les compositions s'ordonnent suivant un quadrillage régulier. Le peintre suit cette trame en accentuant les diagonales et les courbes. La répétition des visages ronds à peu près identiques avec leurs joues fardés de taches rouges, et leurs sourcils en accolade, le traitement toujours identique des plis des vêtements, en bourrelets concentriques ou en éventail, renforcent l'unité de l'ensemble de l’œuvre. On peut observer que les personnages « bons » sont vus de face, et les « méchants » de profil.
Émile Mâle écrit : 

« Le peintre de Vic a une passion du mouvement, une fougue tout à fait extraordinaire pour le XIIe siècle. Les apôtres assis aux côtés du Christ ne se résignent pas à rester immobiles : ils causent entre eux et gesticulent. Rien de plus tumultueux comme le baiser de Judas. Judas se rue sur Jésus-Christ, pendant que les autres soldats l'entraînent brutalement. »

La palette de couleurs est composée de quatre pigments minéraux : noir de charbon de bois, blanc de chaux, ocre-rouge et ocre-jaune. Par des combinaisons de ces pigments, en mélangeant, superposant ou juxtaposant ces couleurs, le peintre réussit à diversifier les effets, à créer des ombres et des lumières, à suggérer des volumes.
L'étude des couches d'enduit montre que le peintre opérait de haut en bas et de droite à gauche. Ceci montre que le programme d'ensemble était défini préalablement.

## Les fresques du mur de la nef

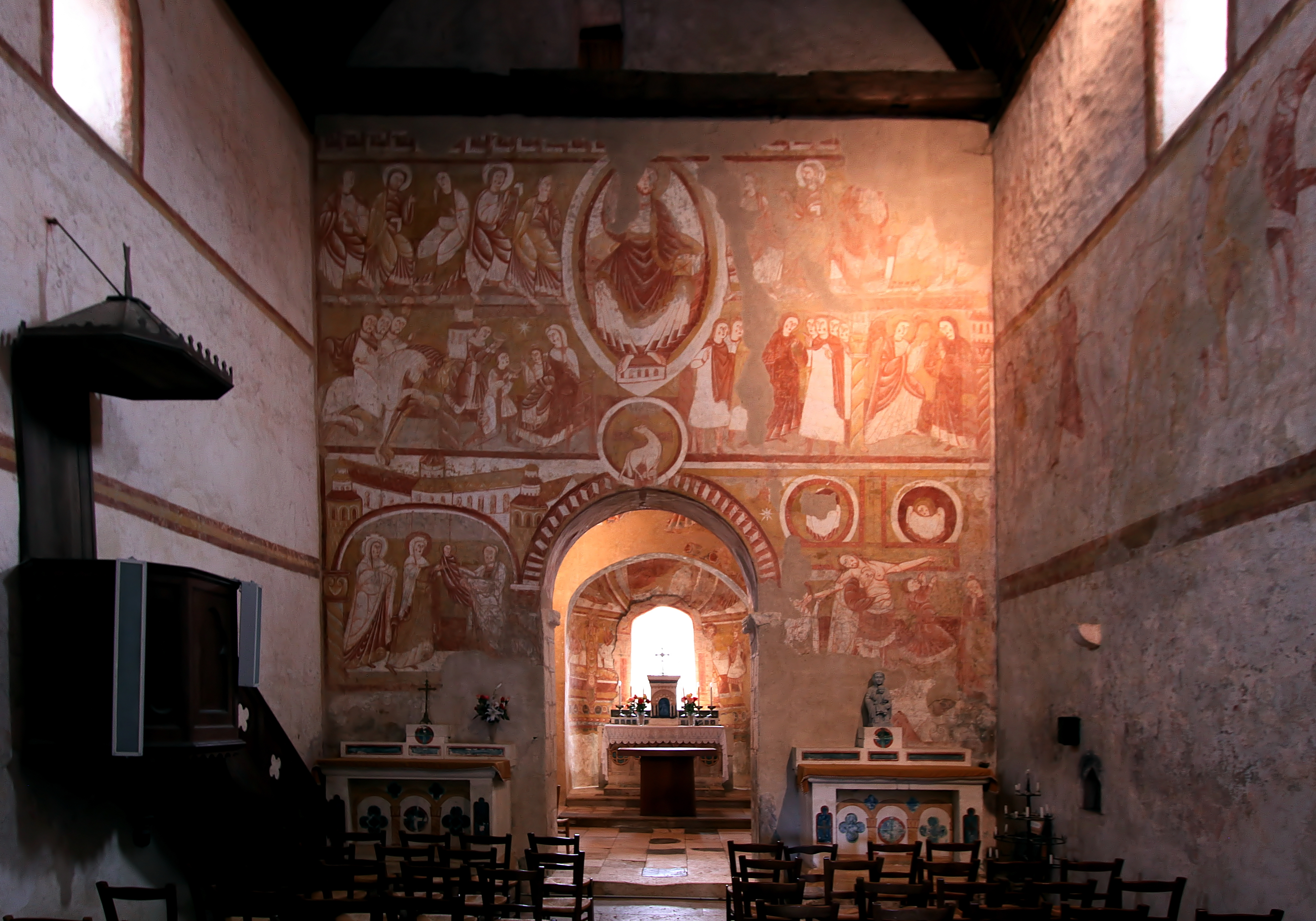
Vue d'ensemble des fresques du mur EST de la nef, la séparant du chœur.

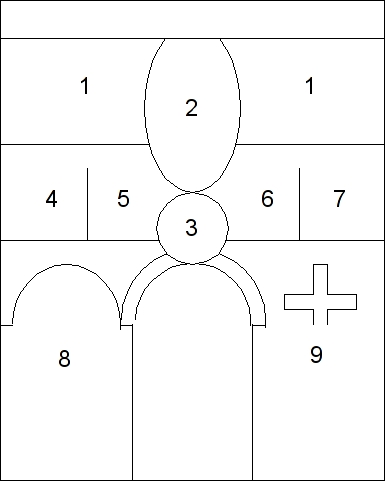
La disposition des fresques sur le mur sud de la nef, d'après Kupfer 1988.

Le mur de la nef qui est couvert de fresques sépare la nef du chœur. C'est la première chose que l'on voit lorsque l'on entre dans l'église. Le passage de la nef vers le chœur est inhabituellement étroit, en comparaison avec la large ouverture du chœur vers l'abside. 

Le mur de la nef représente :
1. Apôtres
2. Christ en majesté
3. Agneau et Croix
4. Arrivée des mages
5. Adoration des mages
6. Accusation de la Vierge
7. Annonciation
8. Présentation de Jésus au Temple
9. Déposition de la croix - soleil et lune

Dans l'ordre chronologique, la séquence se lit donc de droite à gauche, de l'annonciation à l'adoration, puis sur le registre du bas, à gauche. La descente de la croix ne s'insère pas dans la narration, elle est plutôt reliée aux fresques du chœur.

### L'arrivée des mages et l'adoration

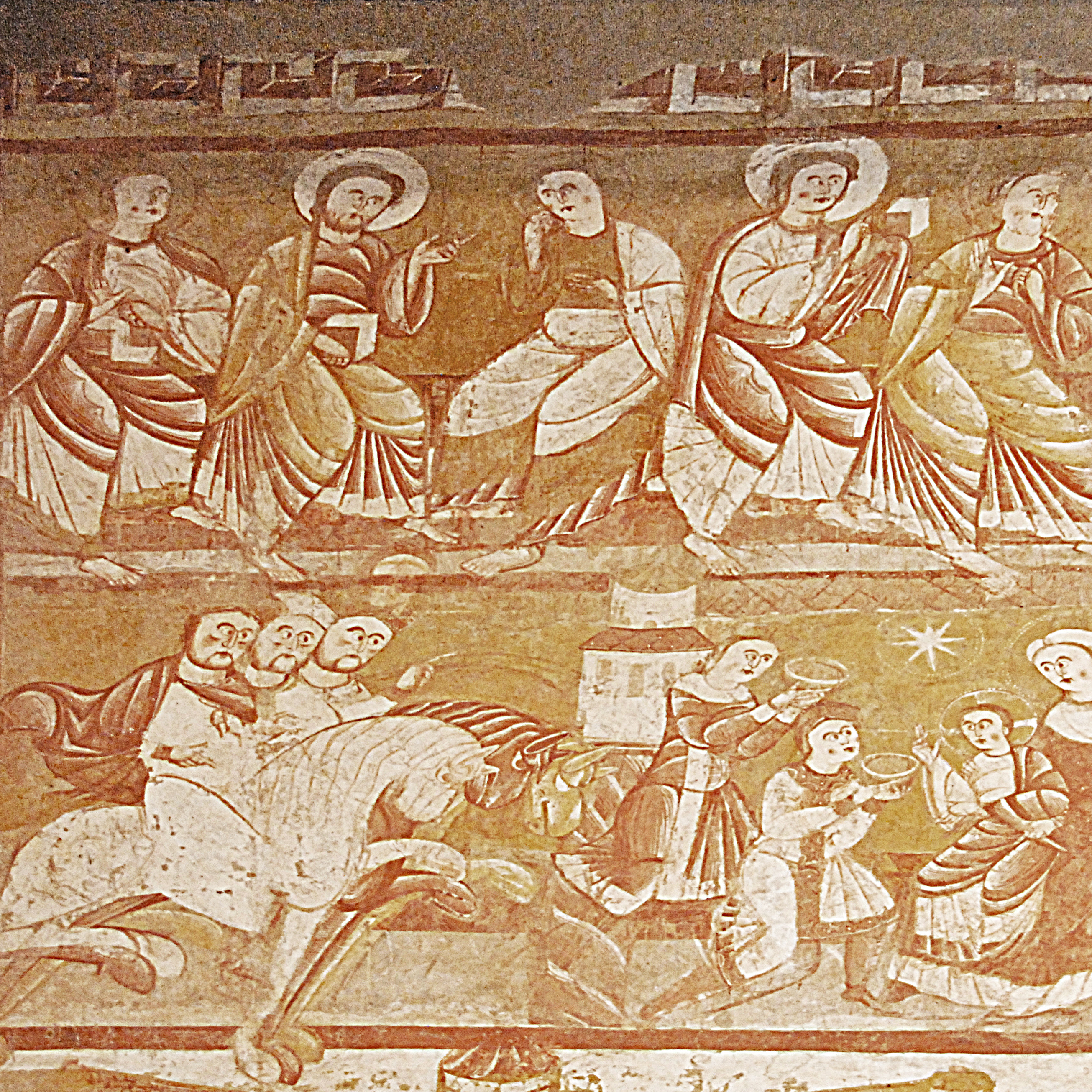
L'arrivée des rois mages et l'adoration.

À gauche, les trois rois mages sont à cheval. L'un d'eux pointe l'index vers l'étoile. Les pans du manteau (ou de la cape) du cavalier au premier plan se soulèvent, sans doute pour donner l'impression de vitesse. Les chevaux sont de couleurs différentes mais ont une attitude pratiquement semblable, le mouvement de leurs pattes est parfaitement identique et rappelle de toute évidence une figure de parade, un peu comme le pas espagnol (… en contradiction avec la suggestion de la vitesse). Sur l'image suivante, devant une tour, deux des mages, un genou à terre, présentent chacun une coupe. L'un d'eux porte une couronne. À droite, Jésus (plus tout bébé) est installé sur les genoux de sa mère et a la main droite levée (en signe de bénédiction). La Vierge Marie est assise sur un fauteuil constitué de pièces de bois assez étroites.

### L'annonciation et l'accusation de Marie / La Présentation au temple

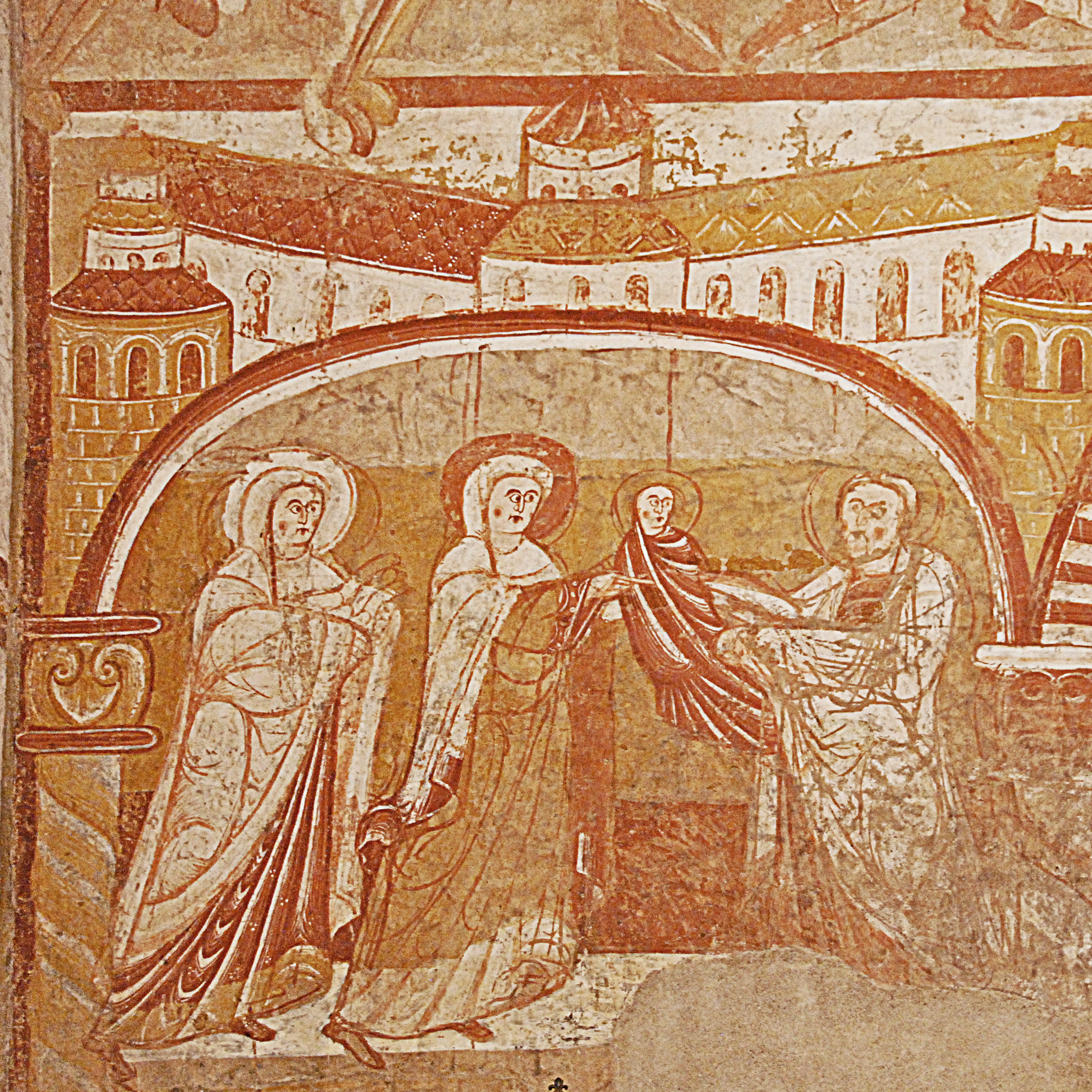
La présentation au Temple.

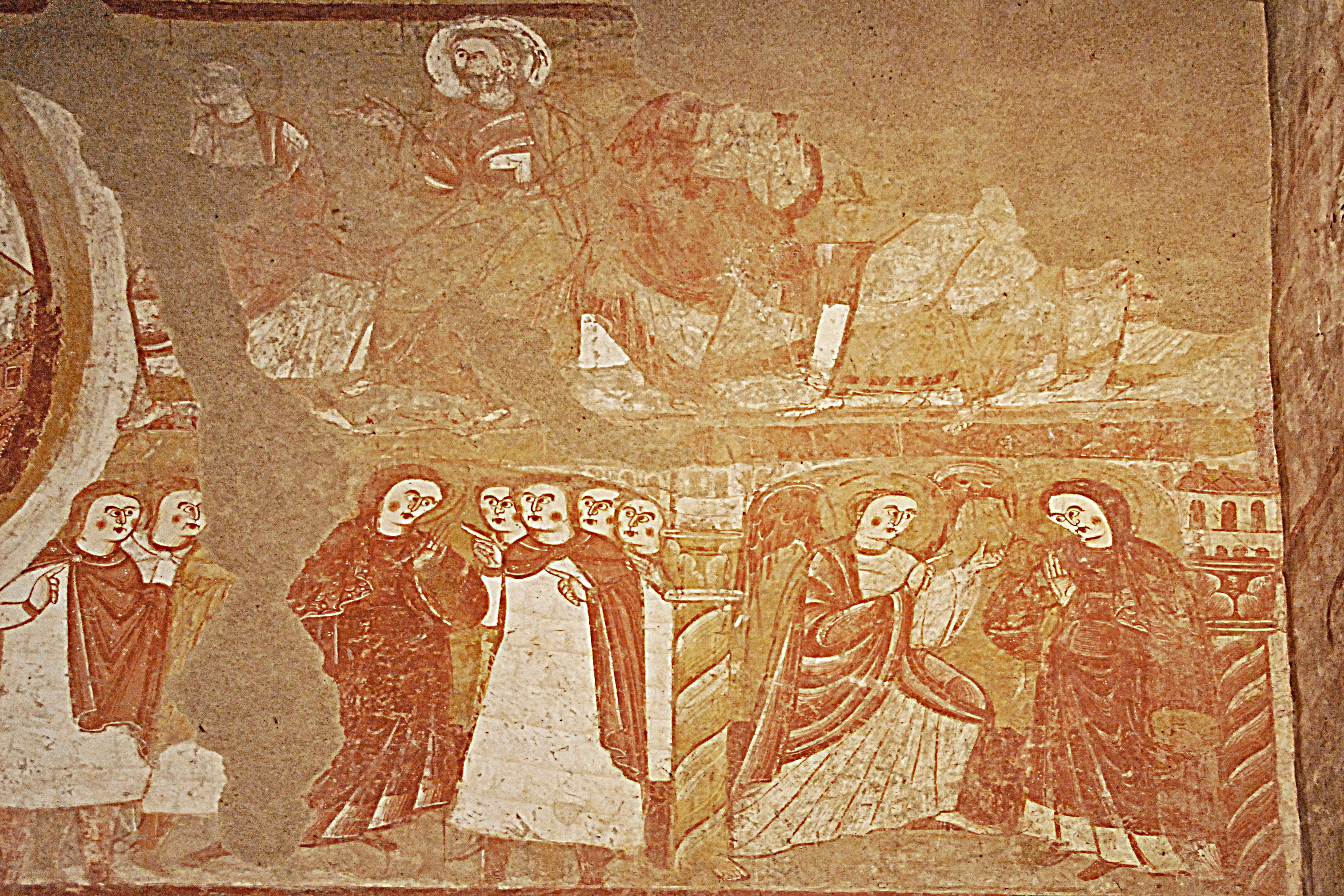
L'accusation (en bas à gauche) et l'annonciation (en bas à droite).

L'accusation de Marie est résumée de façon succincte par Matthieu : 

« Voici de quelle manière arriva la naissance de Jésus-Christ. Marie, sa mère, ayant été fiancée à Joseph, se trouva enceinte, par la vertu du Saint-Esprit, avant qu’ils eussent habité ensemble.
Joseph, son époux, qui était un homme de bien et qui ne voulait pas la diffamer, se proposa de rompre secrètement avec elle. »

— Évangile de Matthieu (1,18-19)
L'évangile apocryphe de Jacques est plus détaillé : Joseph est accusé, par les prêtres, d'être le père de l'enfant que porte Marie. Tous deux sont soumis à une ordalie qui les innocente.
Sur la fresque, on ne distingue pas si c'est Joseph ou un prêtre qui lève les doigts accusateurs, mais ce personnage n'est pas nimbé.
La présentation au temple regroupe Anne la prophétesse, la Vierge et le vieillard Siméon qui tient l'enfant. La scène est relatée dans Évangile de Luc (2, 22s). Tous deux, Siméon et Anne, se réjouissent de la naissance.

### La Descente de la croix

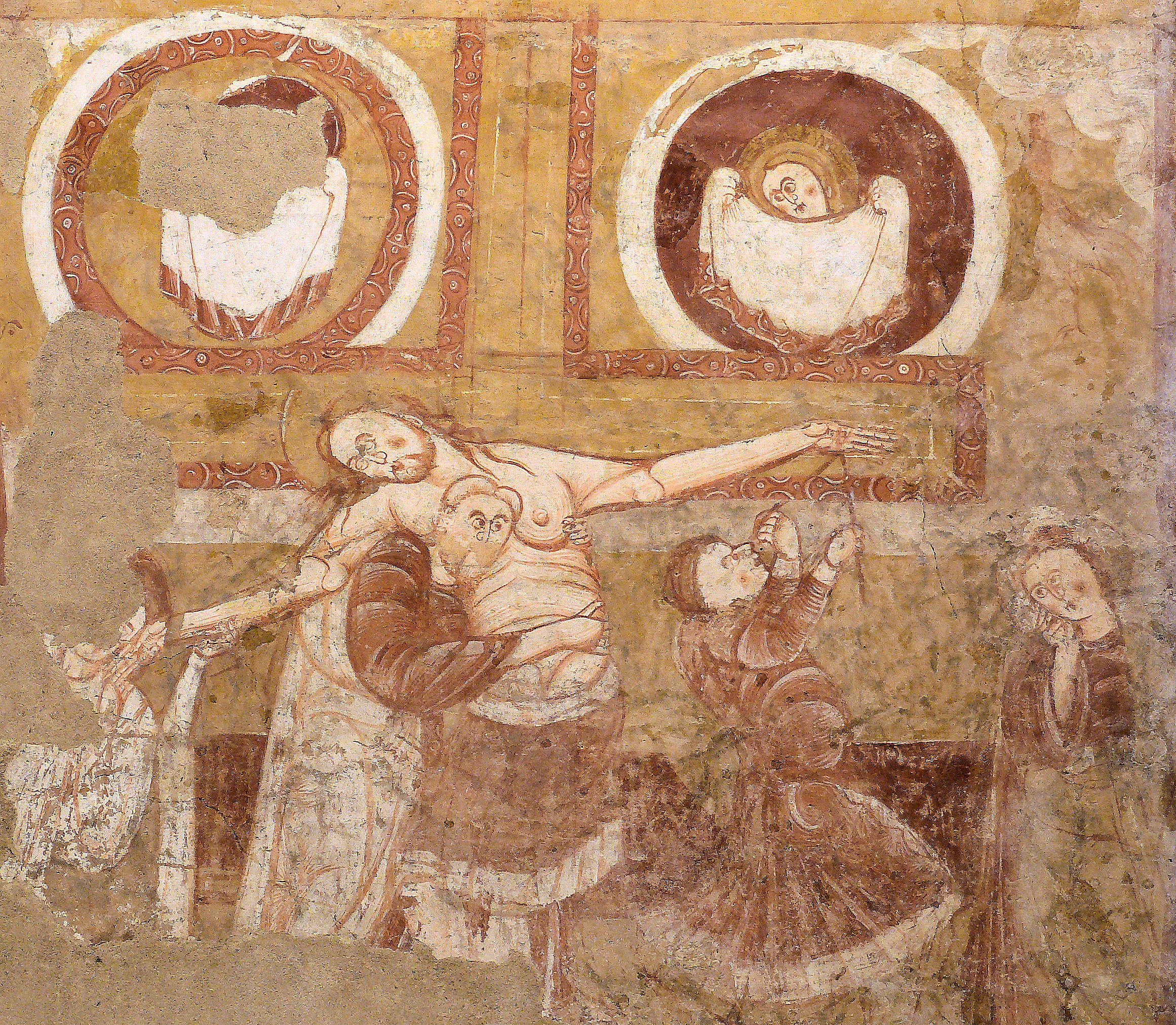
La descente de la Croix.

La descente de la croix rassemble Nicodème en train de déclouer le bras gauche de Jésus et Joseph d'Arimathie soutenant tout le poids du corps à demi détaché de la croix; à droite, saint Jean médite, la tête posée sur la main; la Vierge, de l'autre côté, baise la main du Christ. Dans les médaillons au-dessus de la croix deux figures symbolisent la lune et le soleil dont la lumière, un instant voilée, va briller de nouveau. Le médaillon de droite est reproduit dans un timbre-poste sur l'art roman en France.

### Intrados entre la nef et le chœur: deux personnages de la Psychomachie

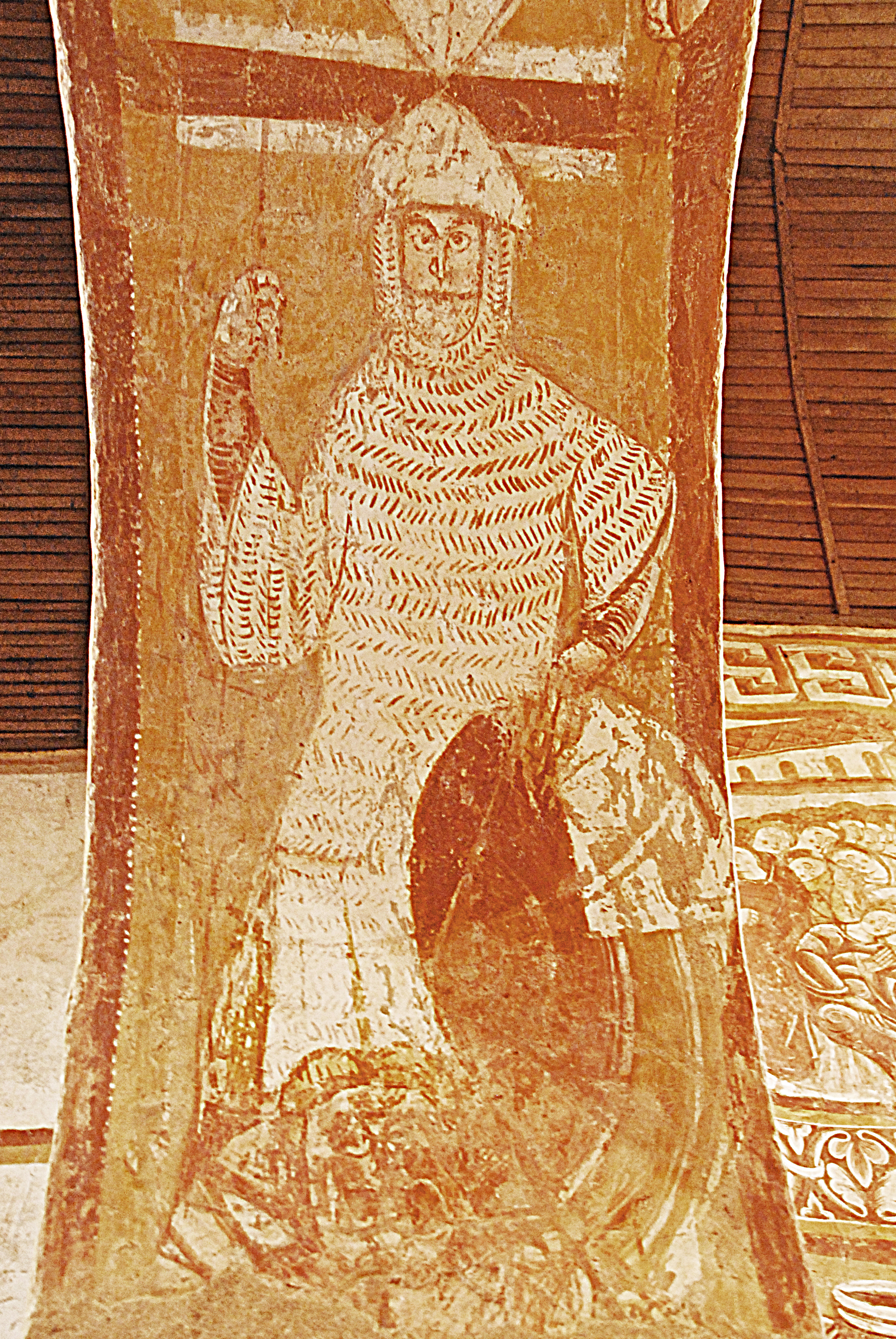
Une vertu terrassant un vice.

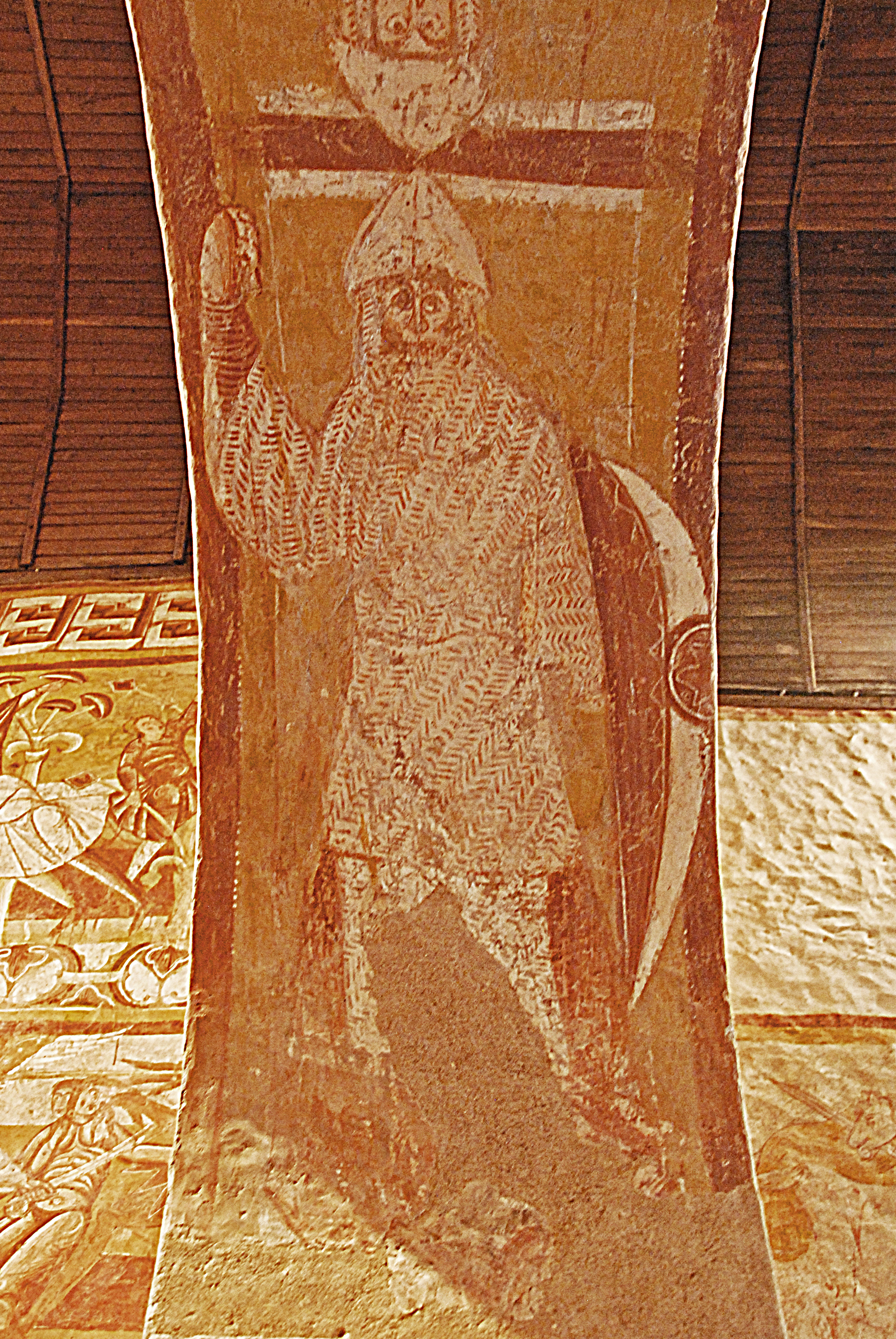
Une autre vertu terrassant un vice.

Dans l'intrados, sous l'arcature du cintre, figurent deux personnages en armure. Ils se touchent tête-à-tête à la clé. Ils portent une cotte de mailles, un casque qui les protège. Une main repose sur le bord du bouclier en pointe richement décoré. Et leur lance transperce un masque. Il s'agit de deux personnages de la Psychomachie, œuvre du l'écrivain romain chrétien Prudence. Ce poème, célèbre en son temps, met en scène le combat entre des figures allégoriques représentant sept vertus opposées à sept vices. Des représentations de ces combats sont assez fréquentes dans les églises romanes, et ont fait l'objet de nombreuses représentations (tableaux, sculptures) au Moyen Âge. 

## Les fresques du mur sud du chœur
1. Purification des lèvres d'Isaïe
2. L'entrée dans Jérusalem
3. Le paradis

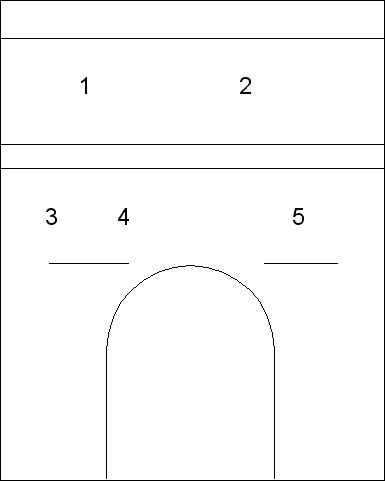
La disposition des fresques du mur sud du chœur.

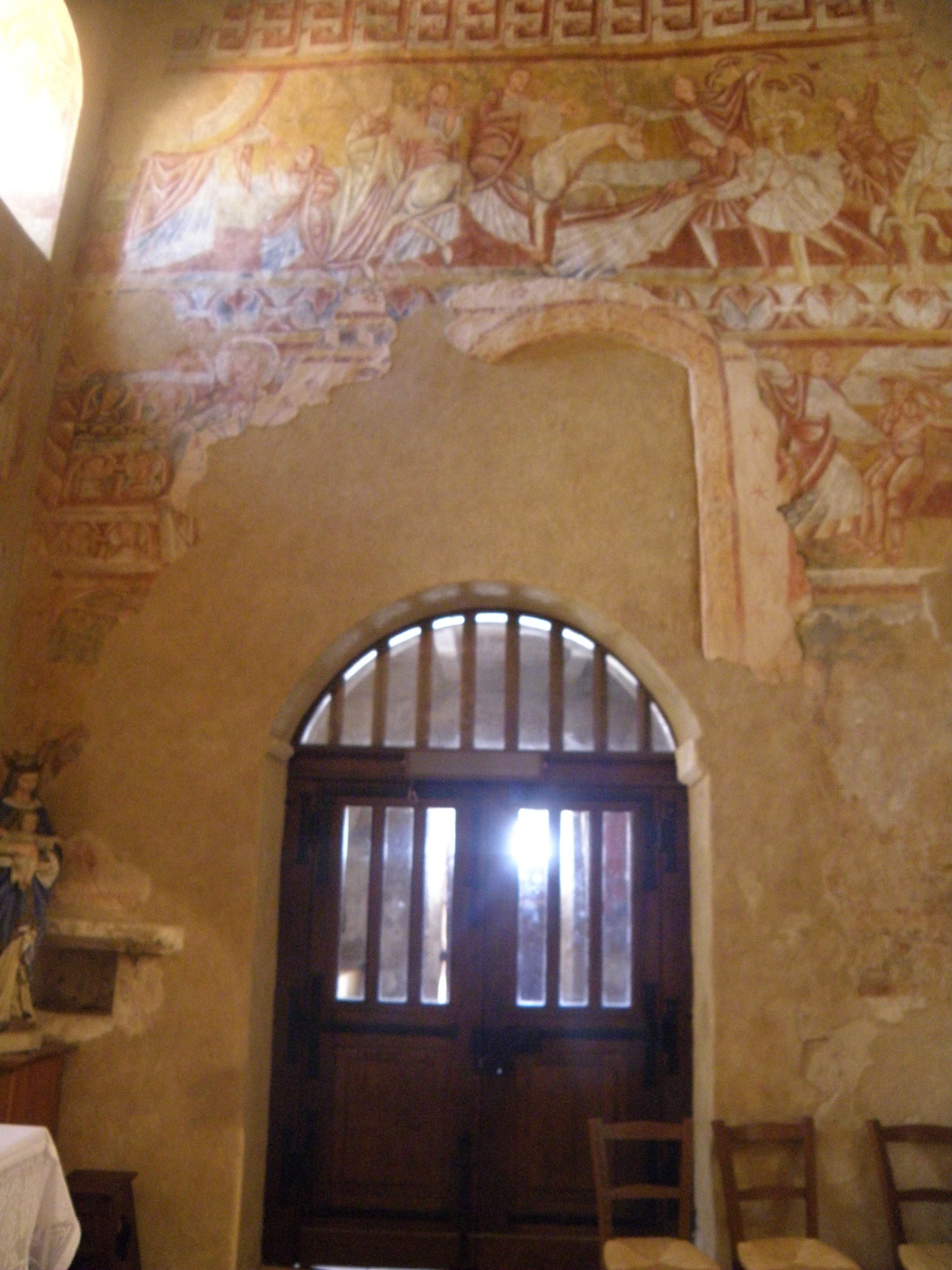
Vue d'ensemble du mur sud.

4. L’âme de Lazare dans le sein d'Abraham
5. Adam et Ève menacés par un démon et protégés par un ange

La porte percée dans ce mur peu après l'achèvement des fresques a détruit une bonne partie du registre central, et le registre du bas qui représentait peut-être une scène de bataille d'une croisade.

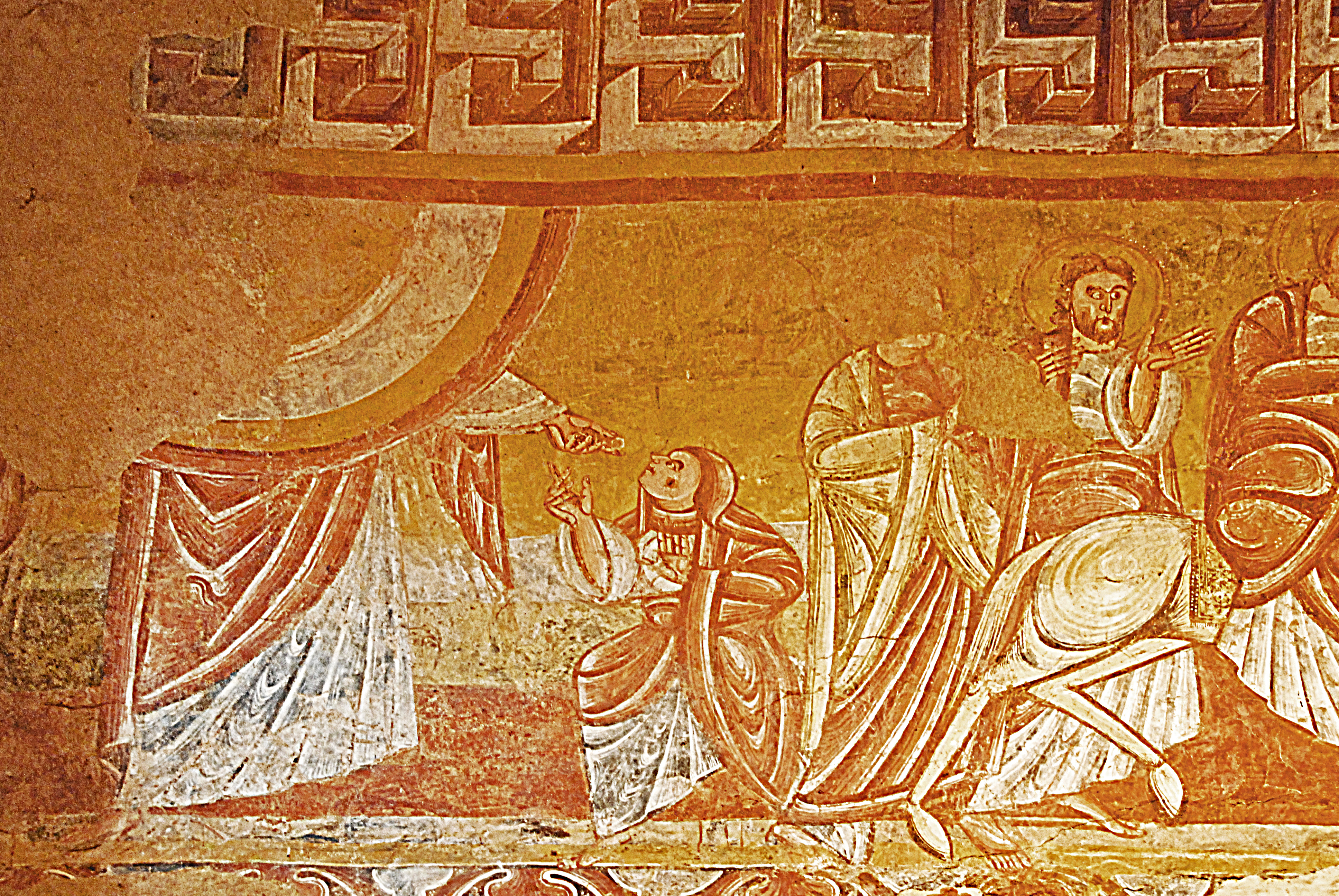
La Purification des lèvres d'Isaïe (1).

L'image en haut à gauche (1) de ce mur représente un épisode du livre d'Isaïe. Il s'agit de la purification des lèvres d'Isaïe. Le personnage agenouillé est le prophète Isaïe. L'ange entouré d'une grande auréole est un séraphin au sens de être incandescent. Il tient dans une main un galet, qui peut être une pierre brillante ou un morceau de charbon incandescent avec lequel il purifie les lèvres d'Isaïe.

### L'entrée du Christ à Jérusalem

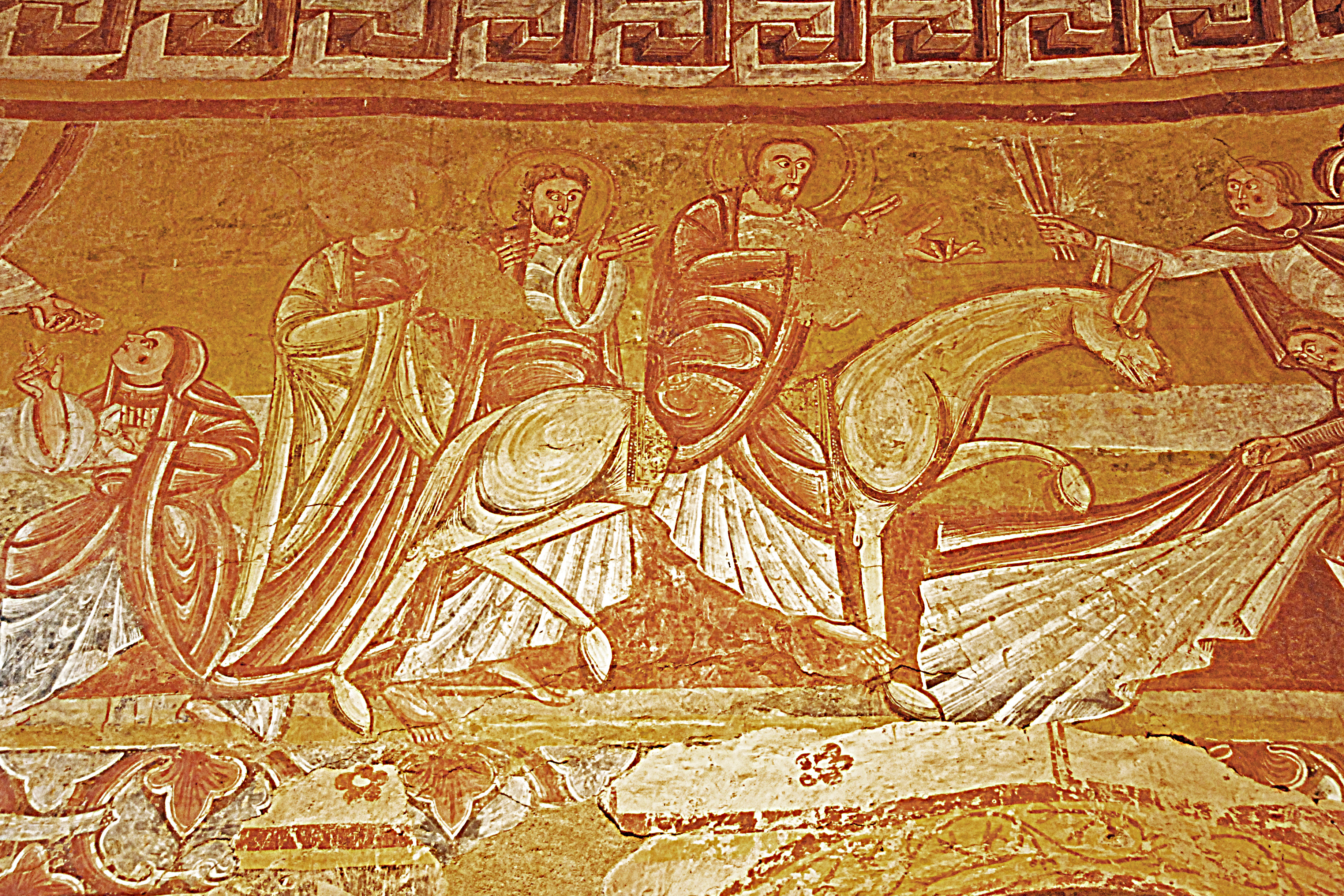
L'entrée du Christ à Jérusalem (2).

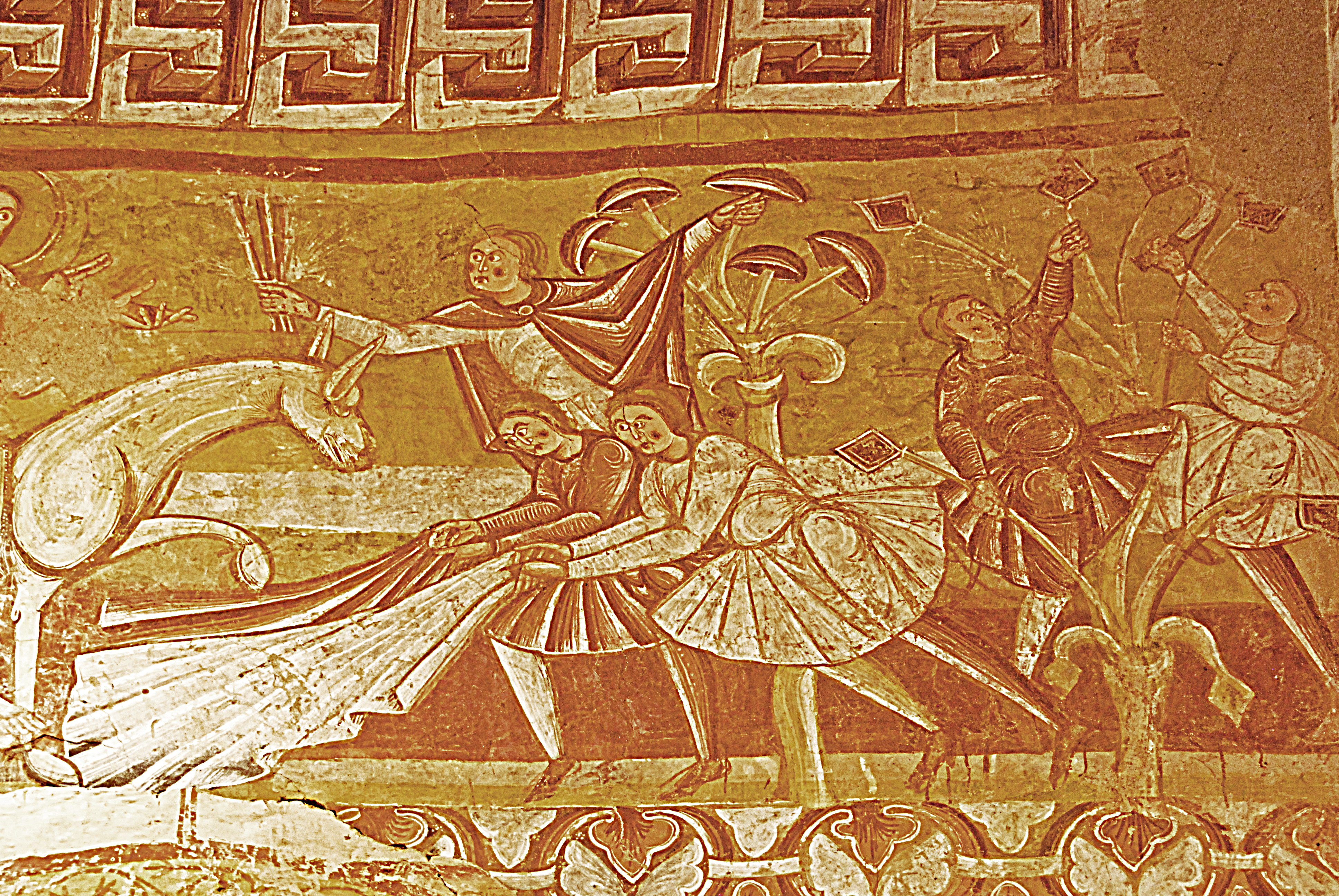
L'entrée du Christ à Jérusalem (2).

La fresque principale (2) occupe la partie droite du registre du haut et se poursuit sur le mur ouest. Elle représente l'entrée du Christ à Jérusalem :
Jésus est assis sur un âne, il domine de sa taille les autres personnages. Il est suivi par deux de ses apôtres. Des personnages étendent des vêtements sur le sol devant lui en signe d'adoration. D'autres coupent des branches d'arbres et d'arbustes qui seront également jetées au sol. La scène se poursuit sur le mur ouest du chœur.

### Le paradis

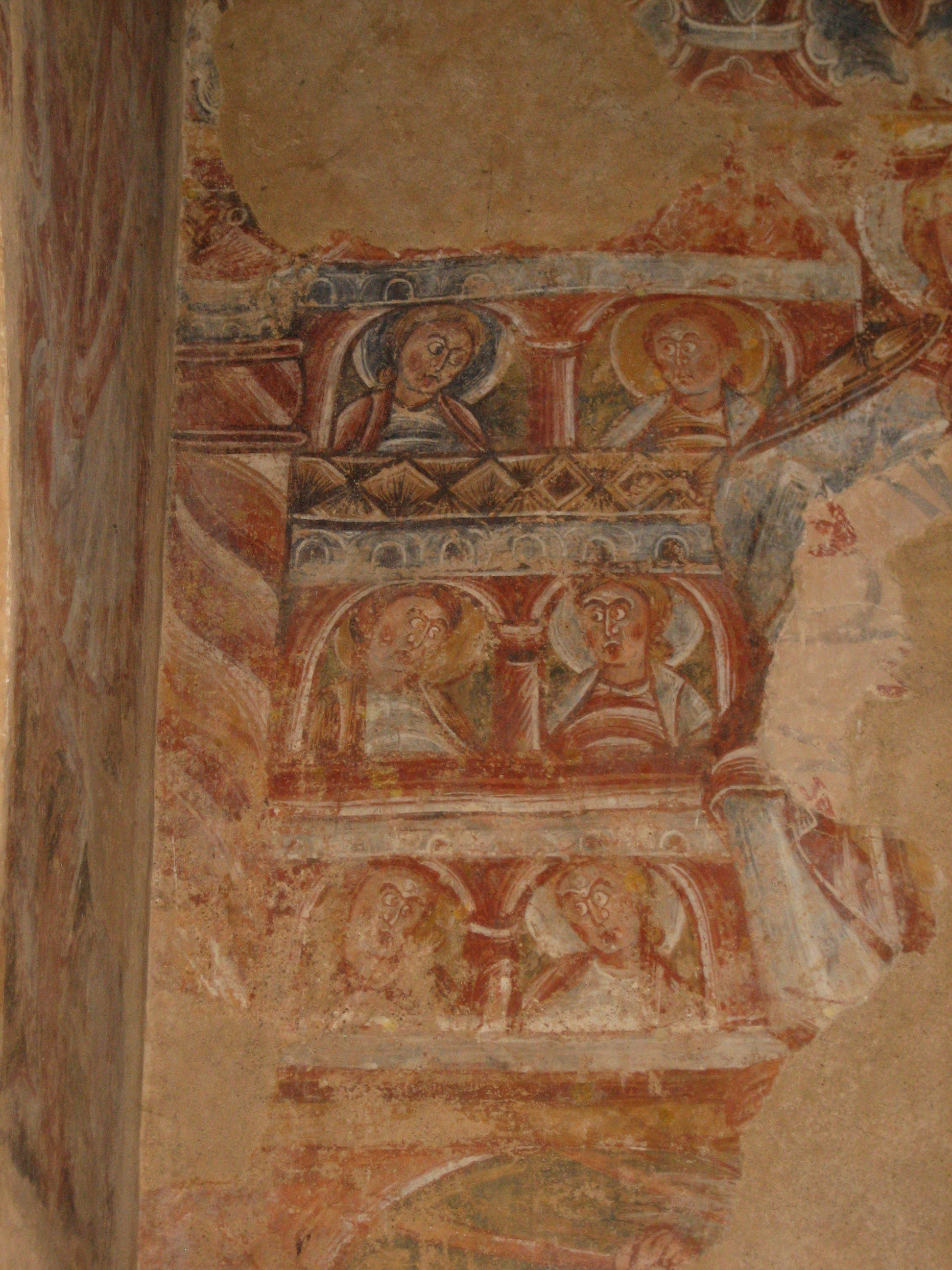
Le paradis (3).

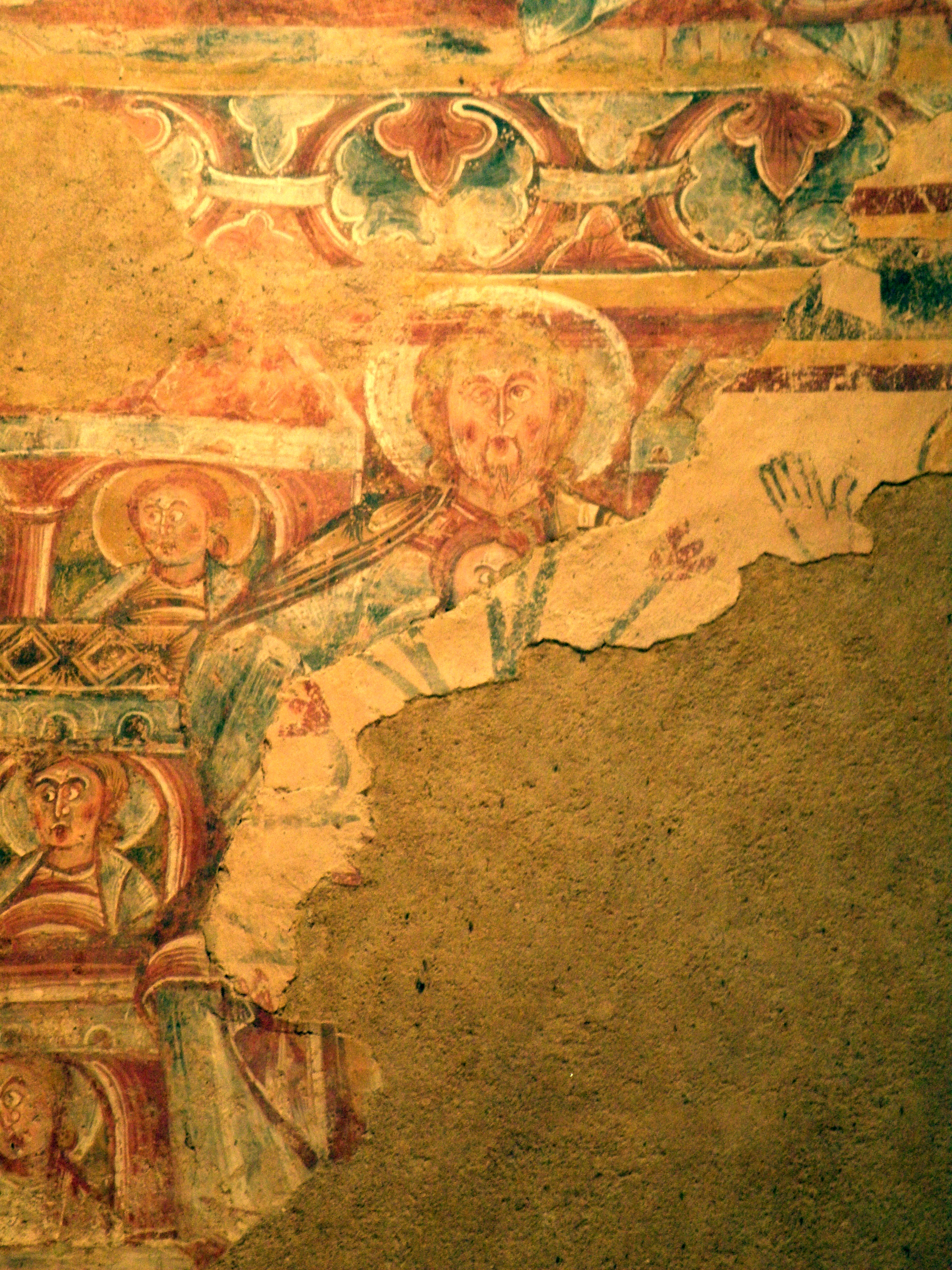
Abraham et l'âme de Lazare au paradis (4).

La fresque de gauche (3) décrit le Paradis. Le paradis est figuré comme un palais aux fenêtres nombreuses par lesquelles apparaissent les bienheureux. On ne voit plus aujourd’hui à gauche que la moitié de ce palais, mais un vestige de peinture prouve que l'autre moitié, peinte entre le patriarche et l'ancienne fenêtre, devait être toute semblable. À droite de ce bout de paradis, Abraham (4). On ne voit plus guère que sa tête et un bras. Il siège au milieu du paradis. Il tient l'âme de Lazare, sous la forme d'un petit personnage, en son sein. On ne voit que la moitié de la tête.

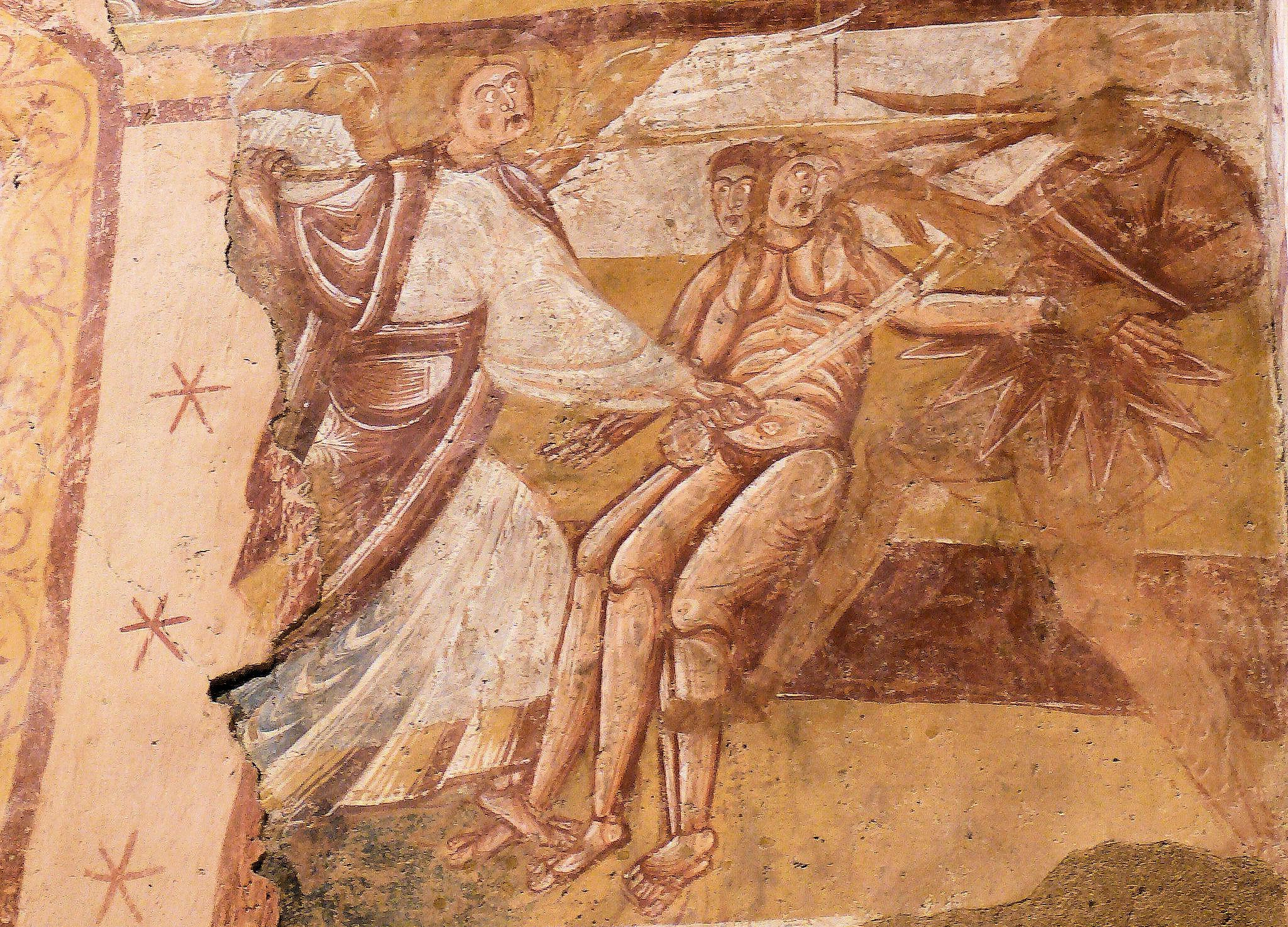
Adam et Ève défendus par un ange (5).

La fresque de droite (5) réunit un ange, Adam et Ève, et un démon. Le démon essaie de s'emparer d'Ève, dont il saisit à la fois le bras et la chevelure, tandis qu'Adam, dissimulé à demi derrière sa compagne, laisse apparaître un visage surpris et terrifié. Cependant, l'ange a jeté un lacet autour du cou du démon et s’apprête à lui percer le visage avec sa lance.

## Les fresques du mur ouest du chœur

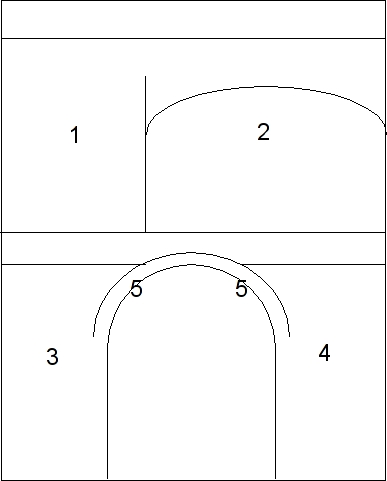
La disposition des fresques sur le mur ouest du chœur.

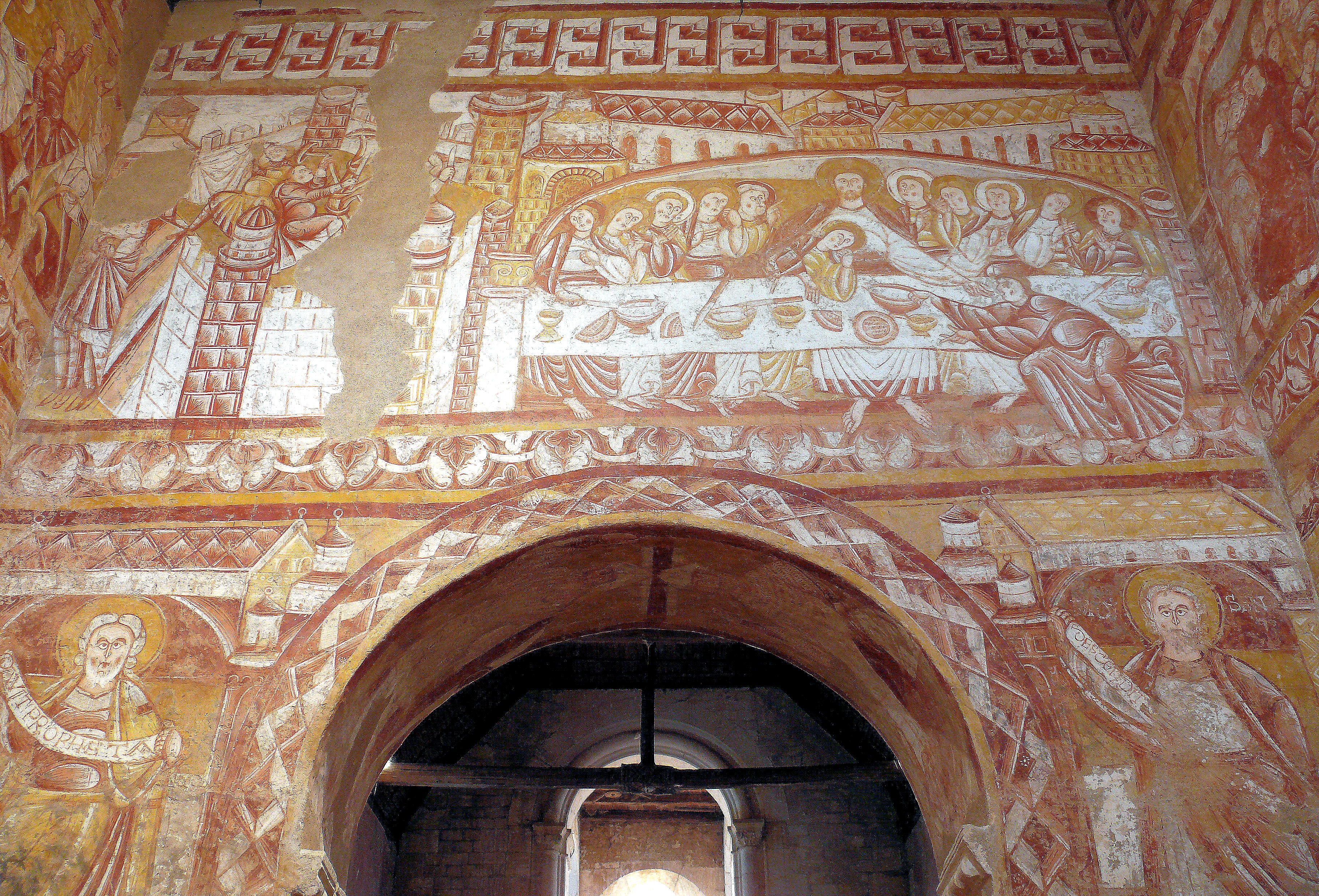
Vue d'ensemble du mur ouest du chœur.

1. Entrée du Christ dans Jérusalem (suite)
2. La Cène
3. David
4. Moïse
5. Deux vertus terrassant des vices (dans l'intrados)

Le mur ouest contient, dans le registre du haut, à droite, la fin de l'entrée du Christ à Jérusalem (1) : on voit des constructions et des remparts. Dans le même registre du haut, à droite, la Cène (2). Dans le registre du bas, à gauche et à droite de la porte de communication avec la nef, deux « prophètes », à savoir David (2) et Moïse (4). Chaque scène est entourée de frises décoratives, et de tourelles et fortifications diverses. Dans la porte de communication, les deux guerriers (5) inspirés de la Psychomachie.

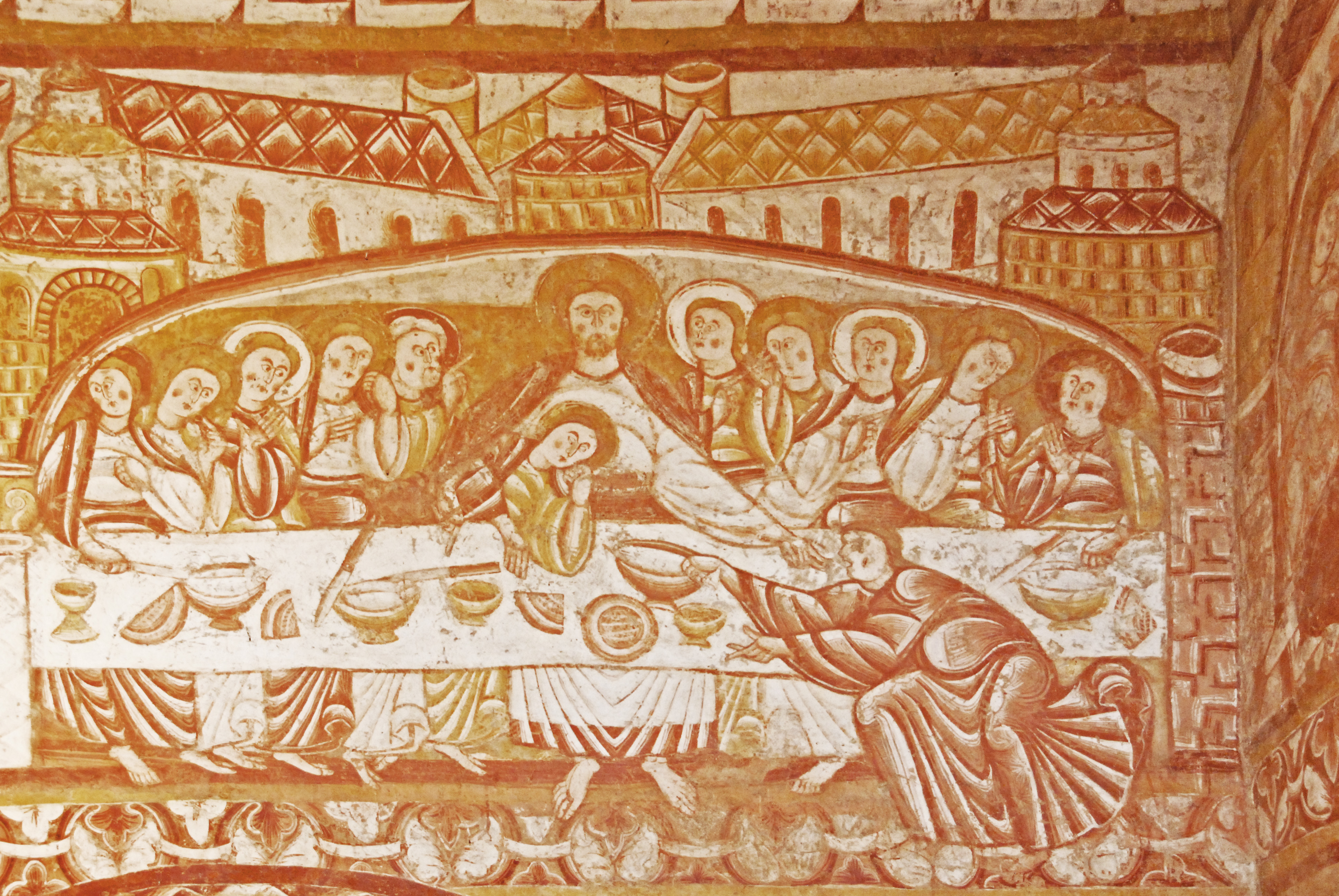
La Cène (2).

La Cène (2) représente Jésus au milieu de ses apôtres d'un même côté de la table. La table est largement garnie de mets et d'ustensiles. Le Christ domine de sa haute taille ses compagnons. On reconnaît à sa droite saint Jean, puis saint Pierre, le seul à porter la barbe. Seul Judas est face aux autres, au premier plan sur la droite, il essaie d'atteindre un plat; le Christ, d'un geste démesurément allongé, lui tend une bouchée. Ceci correspond au verset suivant : 

« Celui qui a mis avec moi la main dans le plat, c’est celui qui me livrera. »

— Évangile de Matthieu, (26,23)

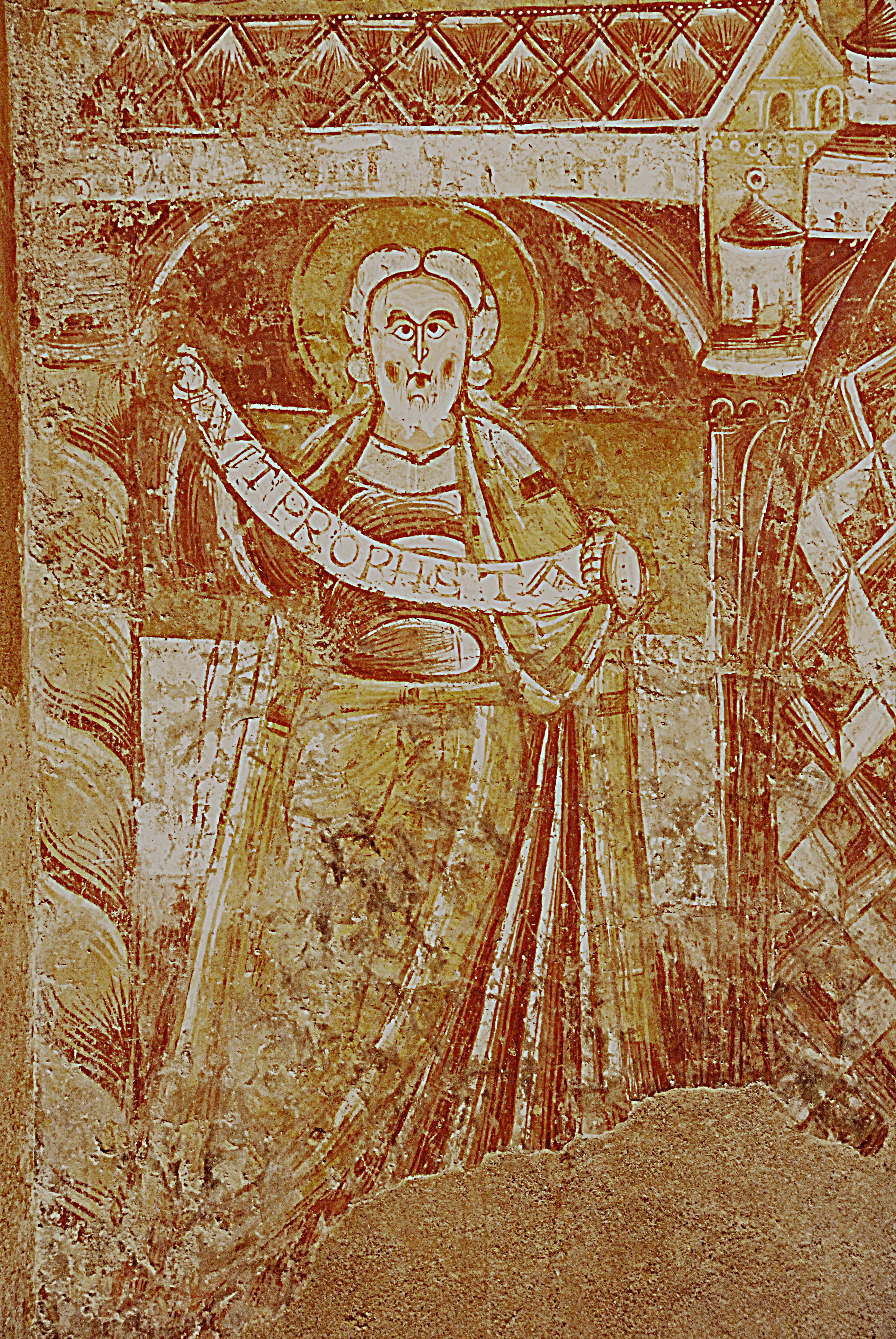
David en prophète (3).

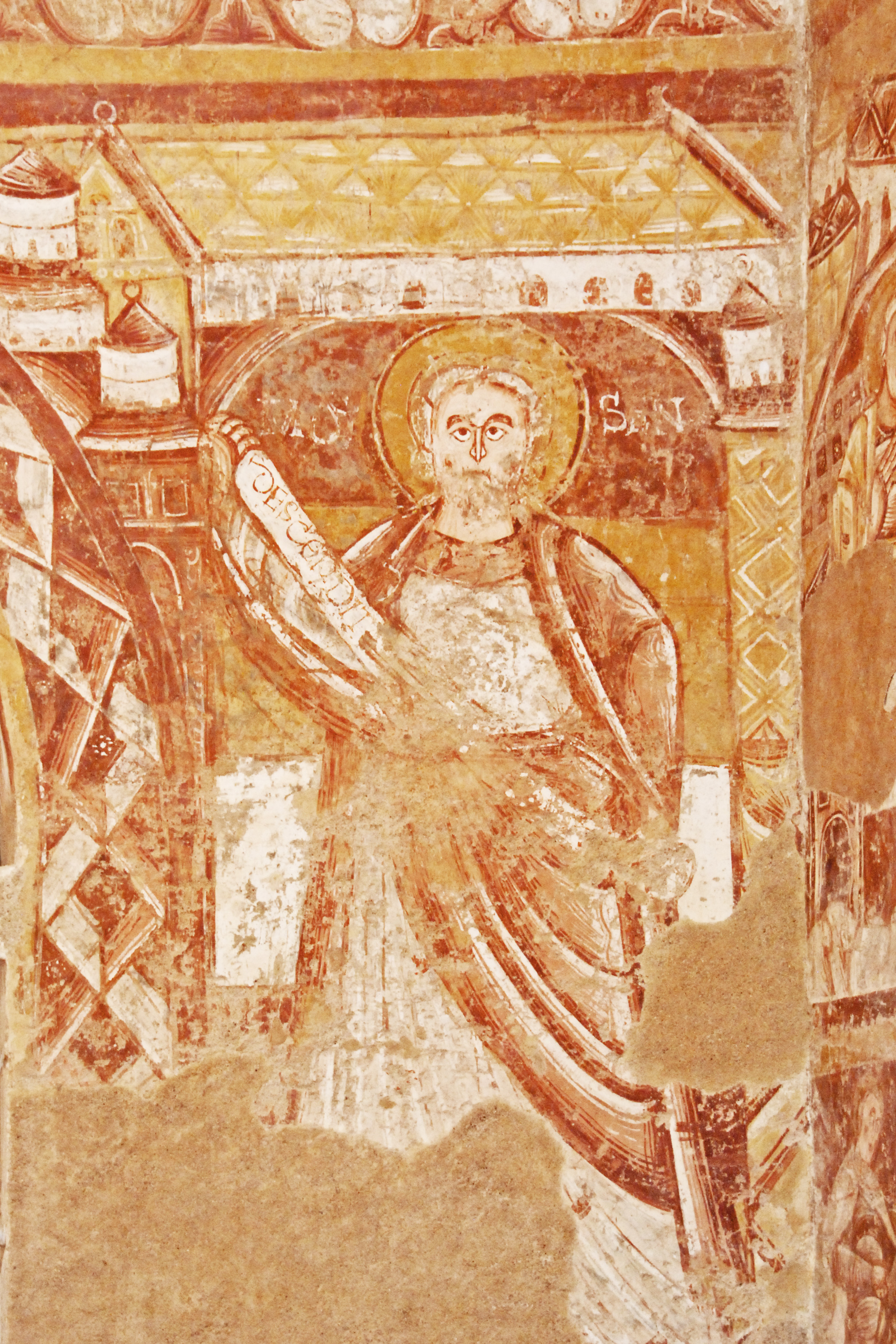
Moïse en prophète (4).

Sur ce même mur, en bas à gauche, David (3) en prophète. Moïse (4) en prophète est représenté en bas à droite. Les personnages portent des banderoles où sont inscrits leurs noms : Davit propheta et Moysen-Descendit. Le latin est très approximatif !

## Les fresques du mur nord du chœur
Le mur nord du chœur représente :
1. Vol du corps de Saint Martin
2. Enlèvement du corps
3. Lavement des pieds
4. Arrestation du Christ
5. Simon le Cyrénéen porte la croix

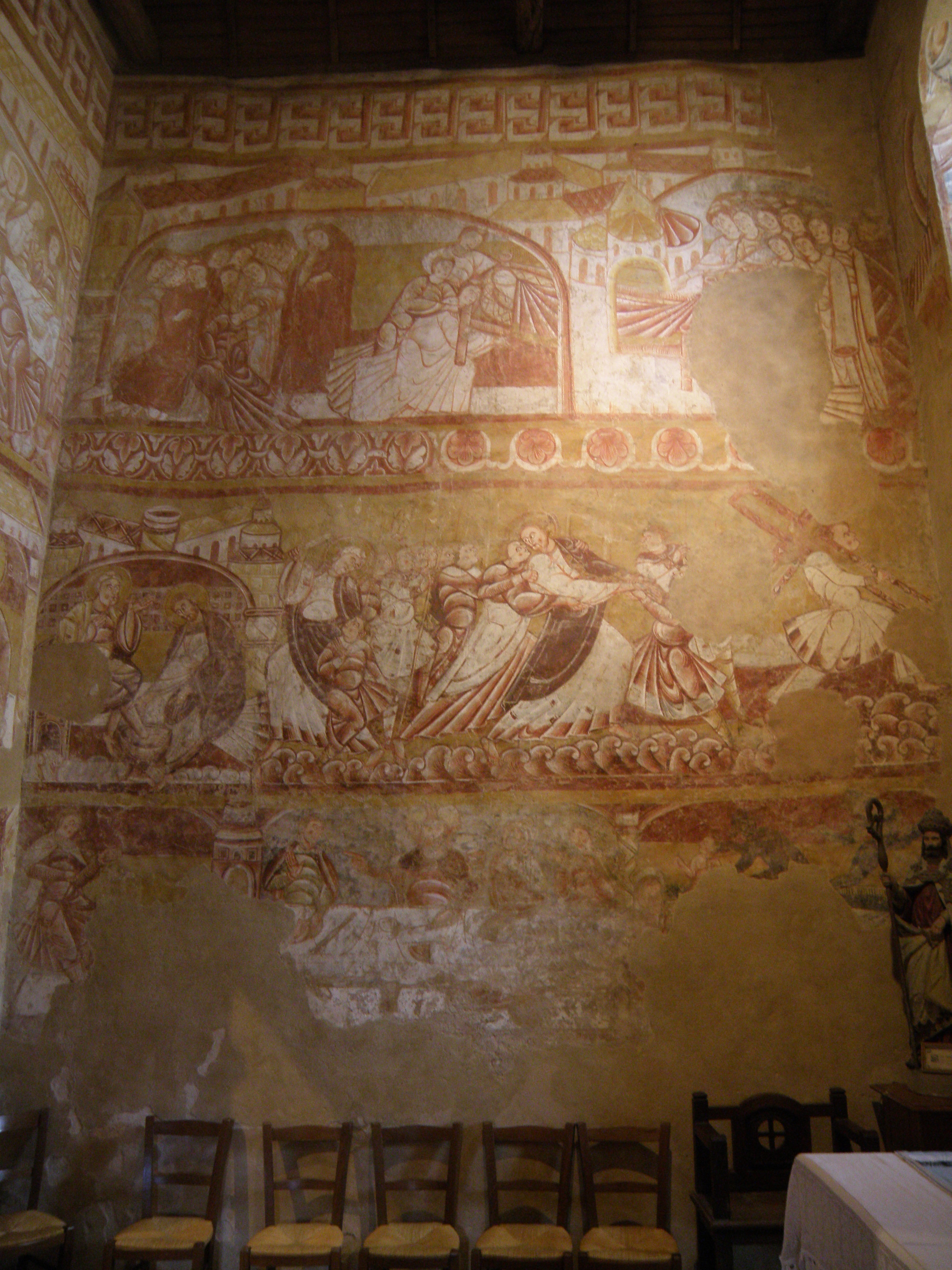
Vue d'ensemble du mur nord du chœur.

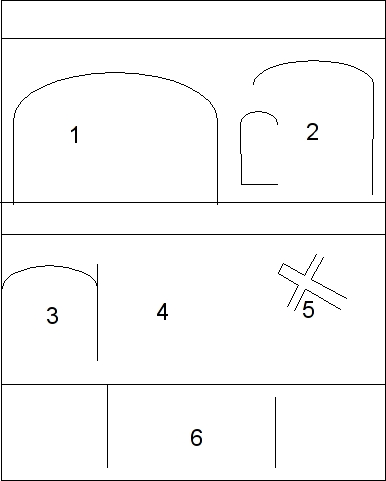
La disposition des fresques du mur nord du chœur.

6. Parabole de Lazare et du mauvais riche

Ce sont donc trois thèmes complètement différents, et sans lien entre eux, qui sont traités sur ce mur : en haut, un épisode concernant Saint Martin, ensuite la scène centrale de l'arrestation du Christ, et enfin une parabole, tirée de l'évangile de Luc.

### L'enlèvement du corps de Saint Martin

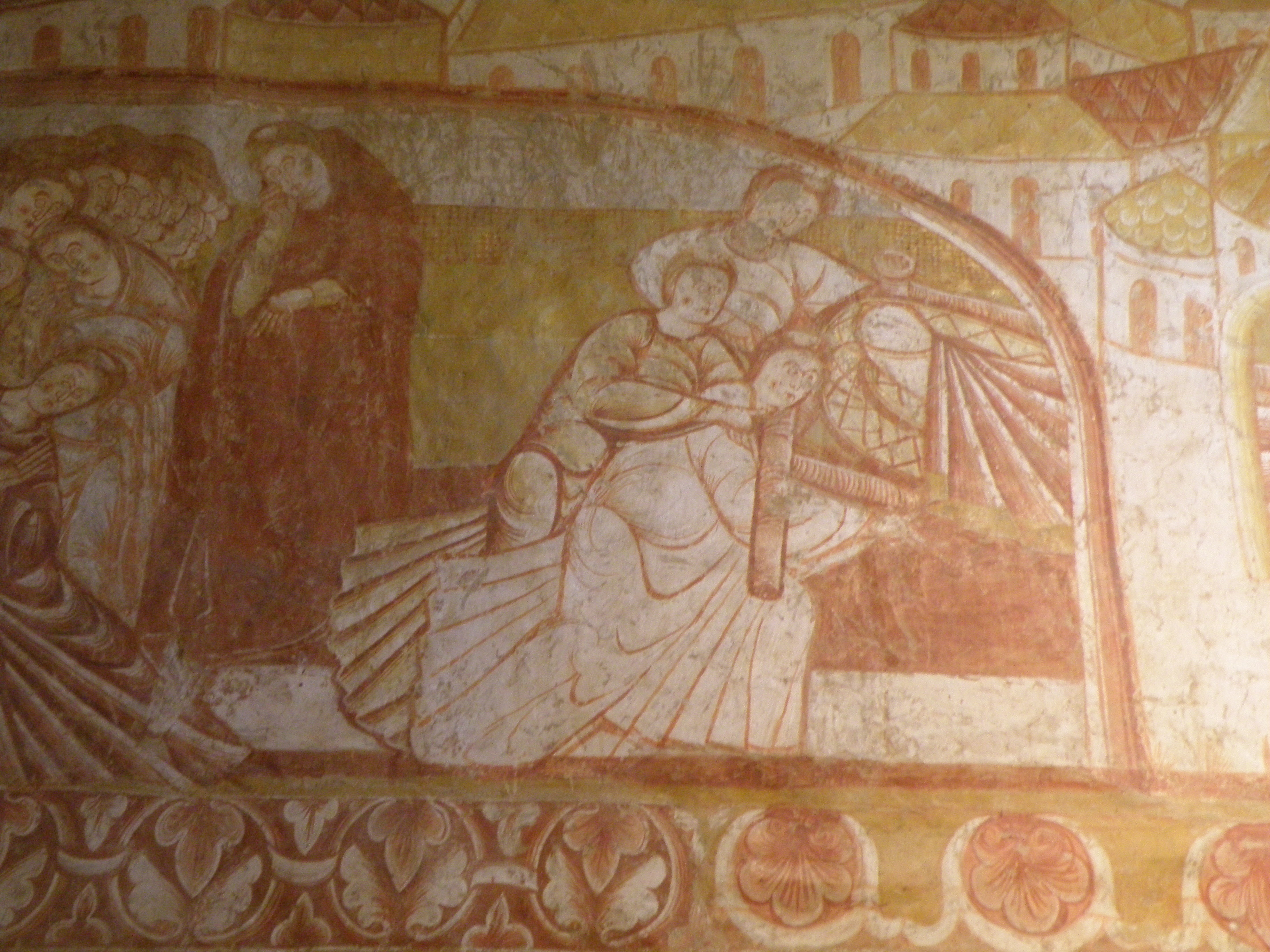
Le corps de Saint Martin est glissé hors des murs (2).

La scène représente le vol du corps de Saint Martin, comme raconté dans l'Histoire des Francs de Grégoire de Tours.
Après la mort du saint dans le petit village de Candes, sur la Loire, les Poitevins voulaient conserver le corps et les Tourangeaux voulaient reprendre le corps de leur évêque. La nuit, quand les Poitevins chargés de veiller sur le corps s'étaient endormis, comme on le voit sur la partie gauche de la fresque (1), les Tourangeaux, à droite de cette image, s'emparent de la dépouille, enveloppée dans linceul et couchée sur une civière qu'ils font passer par une fenêtre. À l'extérieur (2), d'autres clercs reçoivent le corps. Le corps fut ramené à Tours sur la Loire, et on dit que les fleurs s'ouvraient sur son passage : d'où l'expression l'été de la Saint-Martin.

### L'arrestation du Christ

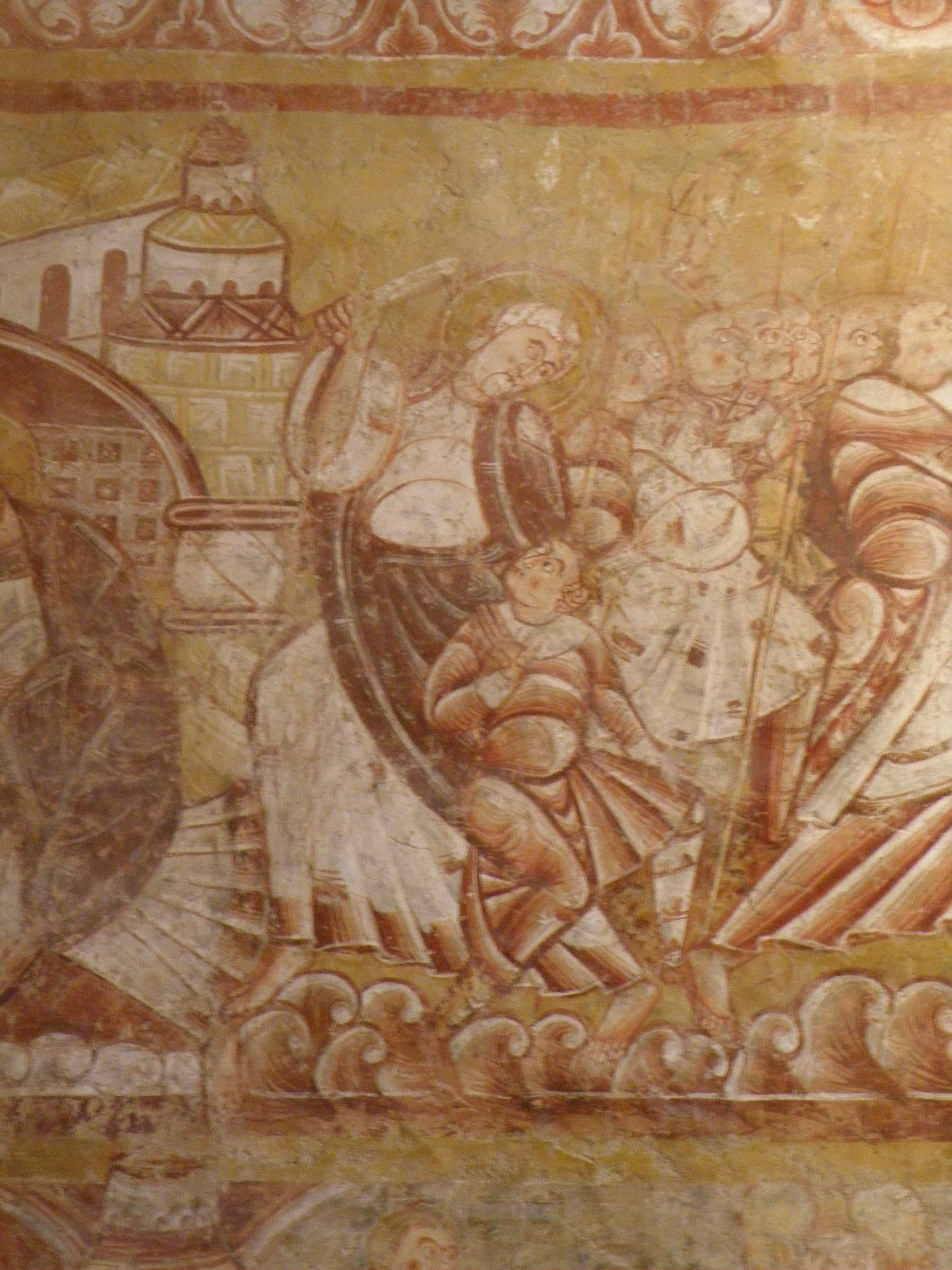
Saint Pierre tranche l'oreille de Malchus (4).

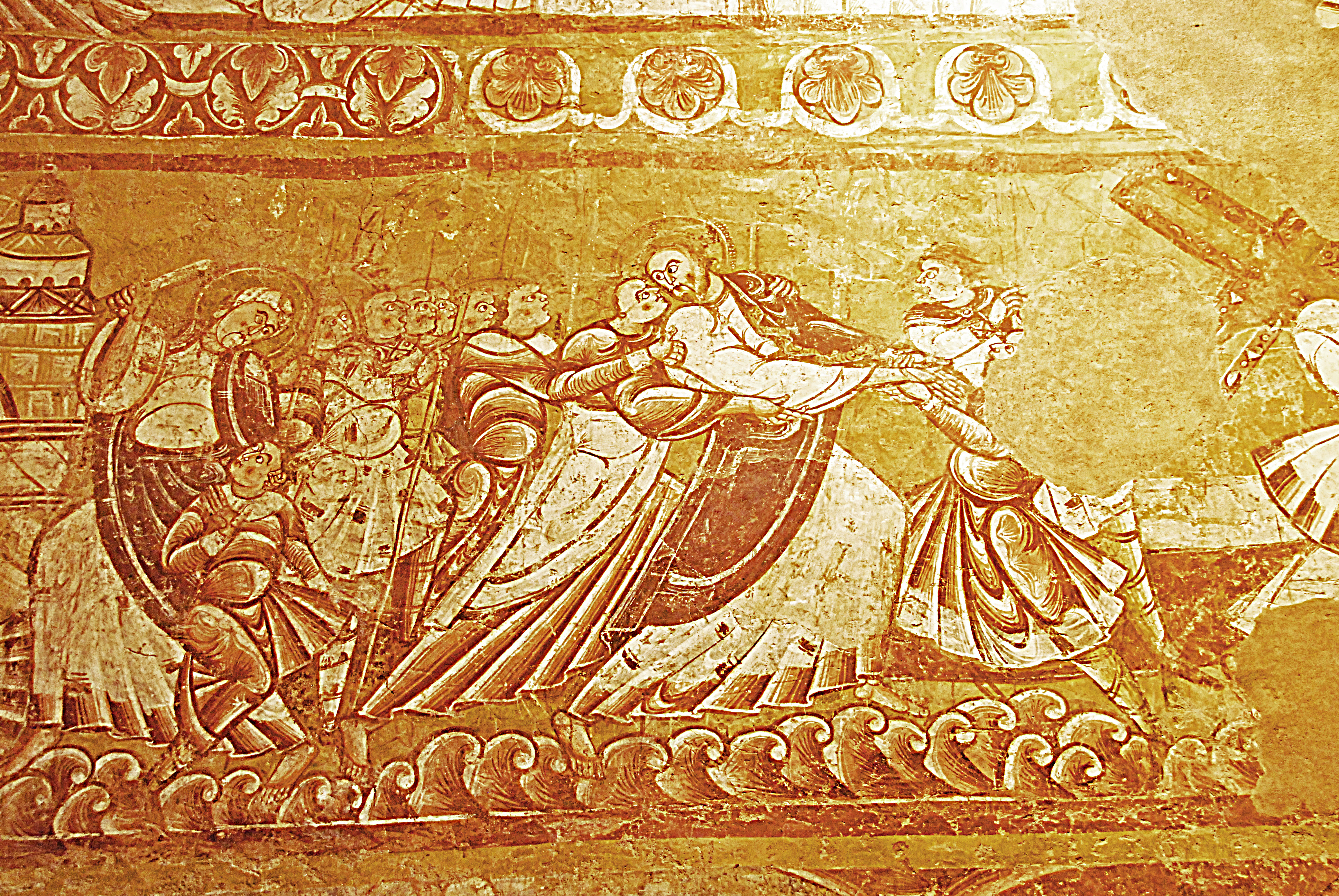
L'arrestation du Christ (4).

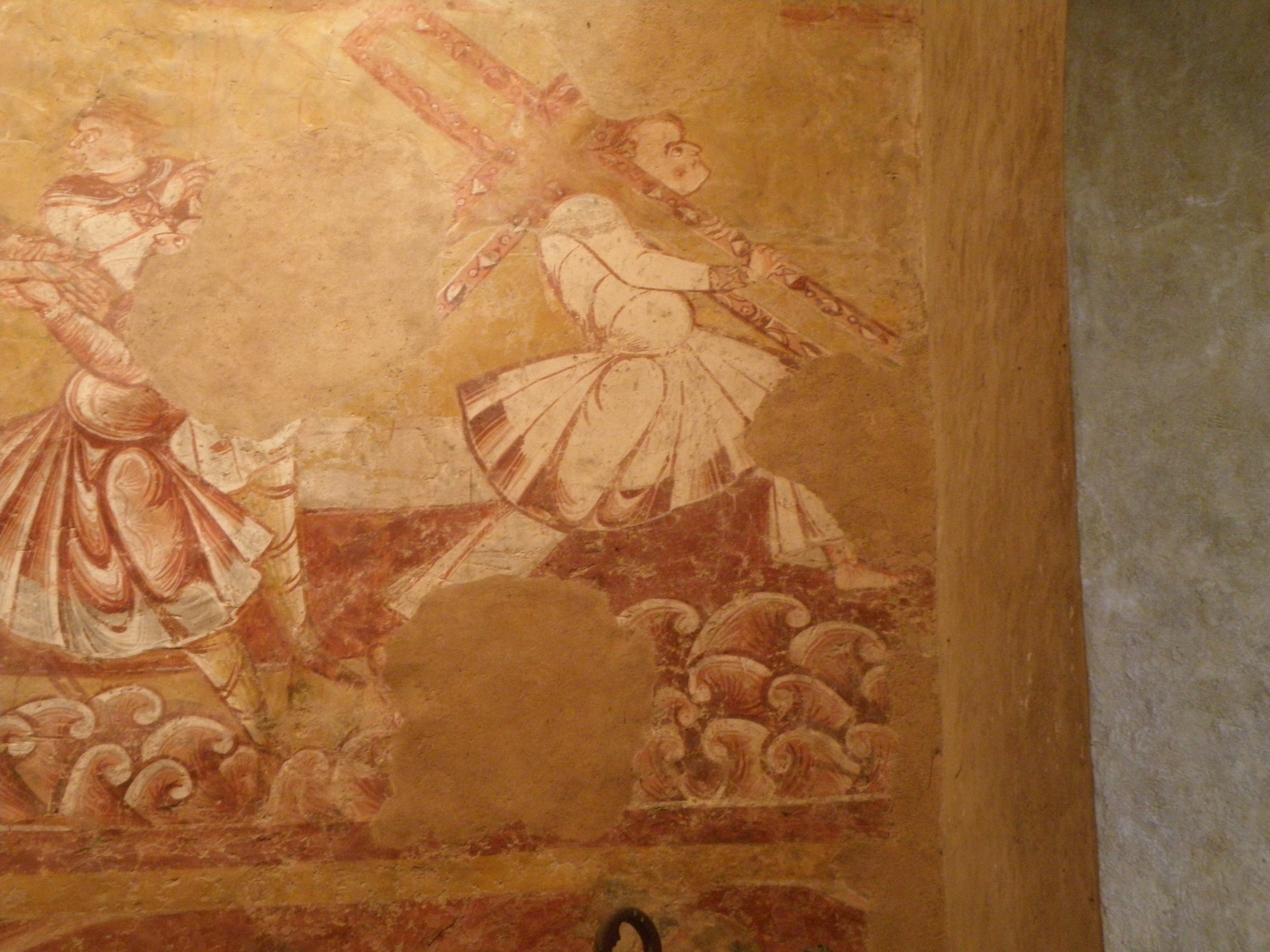
Simon de Cyrène portant la croix (5).

Sur le mur nord du chœur, cette fresque représente l'arrestation mouvementée du Christ. Elle est composée de trois parties. À gauche, saint Pierre, armé d'une épée, se prépare à trancher l'oreille de Malchus. Au centre (4), Judas se précipite pour donner un baiser à Jésus, Judas est suivi des soldats. Ceci correspond au passage suivant : 

« Judas, l’un des douze, arriva, et avec lui une foule nombreuse armée d’épées et de bâtons, envoyée par les principaux sacrificateurs et par les anciens du peuple.
Celui qui le livrait leur avait donné ce signe : Celui que je baiserai, c’est lui ; saisissez-le.
Aussitôt, s’approchant de Jésus, il dit : Salut, Rabbi ! Et il le baisa. »

— Évangile de Matthieu (26,47-49)
Jésus est déjà entraîné par l'un des soldats.
Enfin, dans un raccourci rapide (5), à droite Simon de Cyrène. Ce passant est obligé, par les soldats romains qui mènent Jésus au calvaire deux jours plus tard pour y être crucifié, à aider celui-ci à porter sa croix.
La scène centrale est animée d'un mouvement intense, avec des drapés qui tournent autour du Christ, des gestes et des regards en diagonale, des tiraillements dans tous les sens.

### La parabole du pauvre Lazare et du mauvais Riche

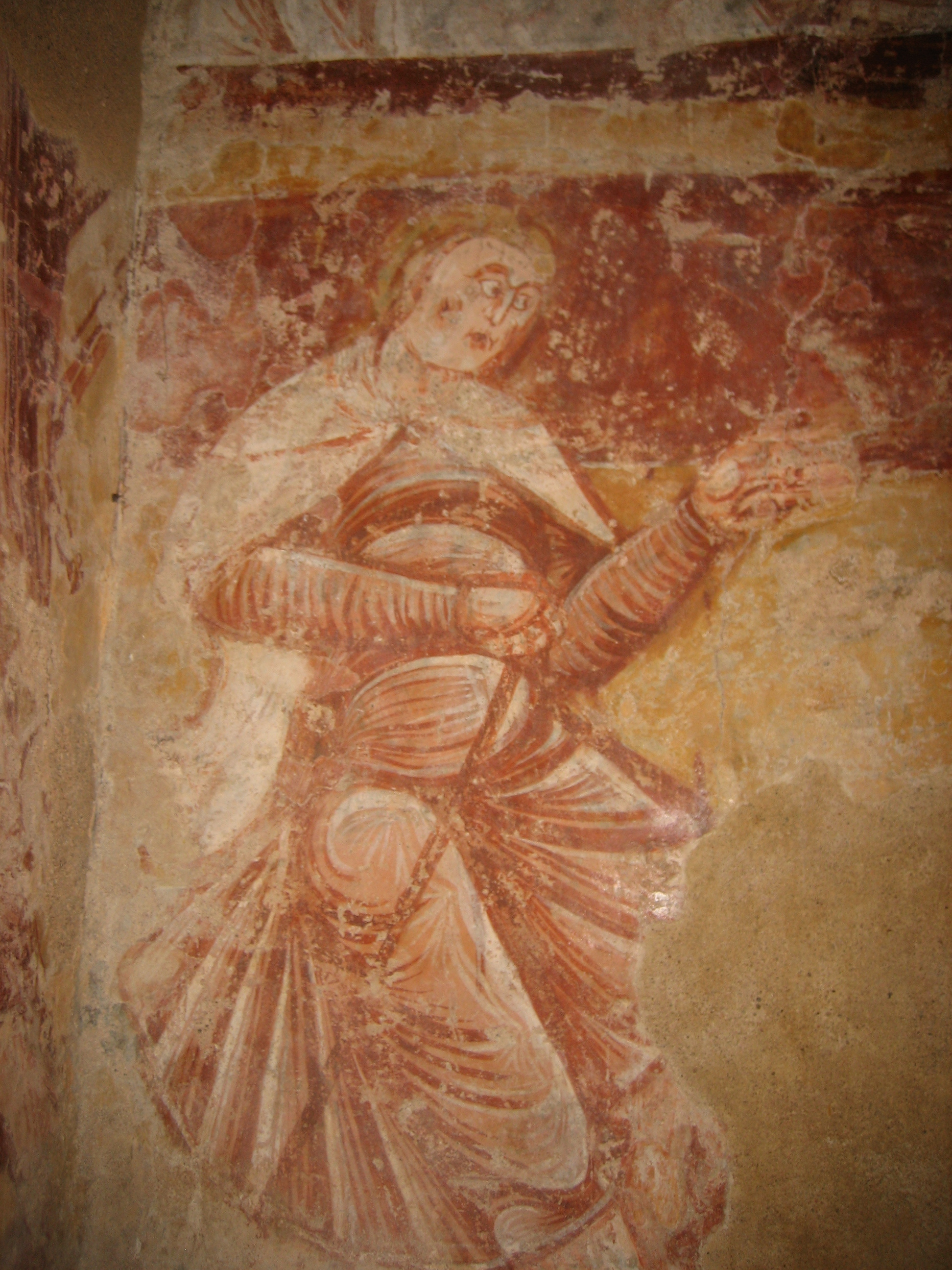
Le pauvre Lazare (5).

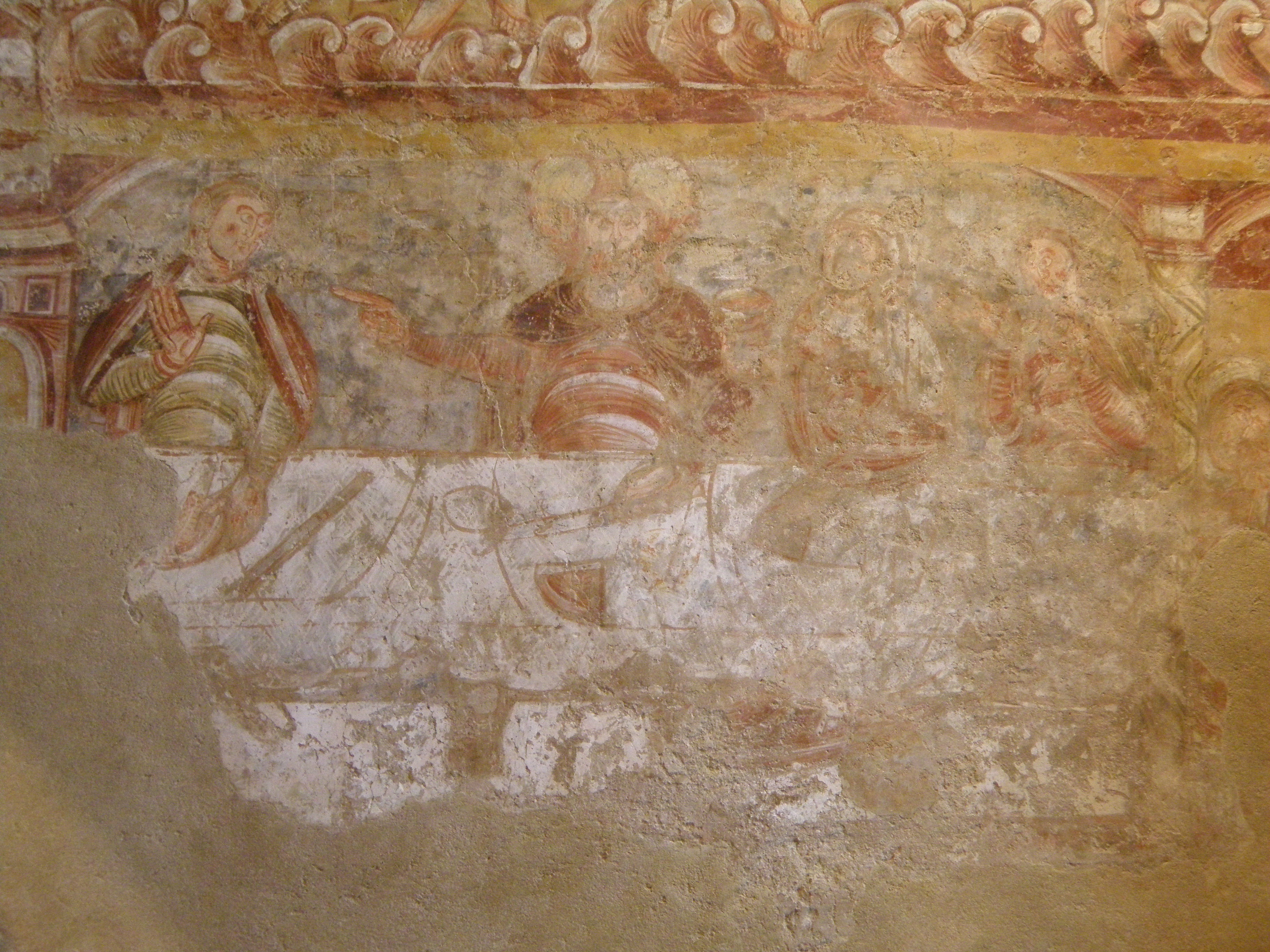
La table du mauvais Riche (5).

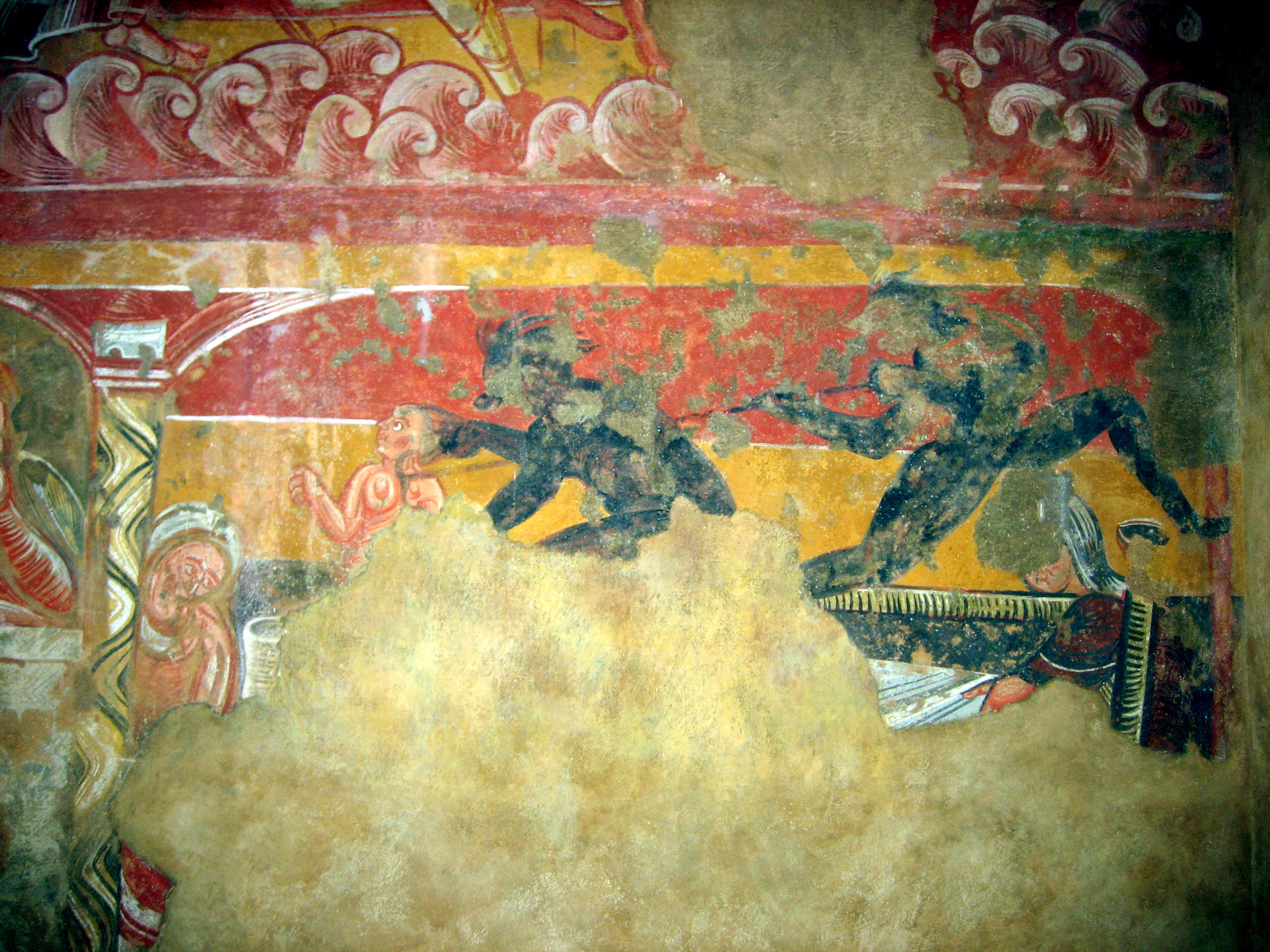
L'âme du mauvais Riche est enlevée par des démons noirs.

La fresque du registre inférieur illustre la parabole du mauvais Riche et du pauvre Lazare (Évangile de Luc (16, 19-31)). Au centre, attablé avec des convives, le riche. À gauche, et à l'extérieur du bâtiment, le pauvre Lazare, à qui le riche ne donnait rien. À droite, le riche est mort. On voit encore des restes du linceul. Son âme, comme d'usage représentée par un petit enfant, sort de sa bouche. Elle est enlevée par deux démons noirs. Lazare, quant à lui, est après sa mort dans le sein d'Abraham (sur le côté sur du chœur, à peine distinguable).

## Les fresques du mur est du chœur
1. Saint Michel terrassant le dragon
2. Ange
3. Démon (fragment)
4. Prophète Jérémie
5. Prophète Élie ?
6. Prophète Isaïe ?
7. Caïn
8. Ange
9. Ange

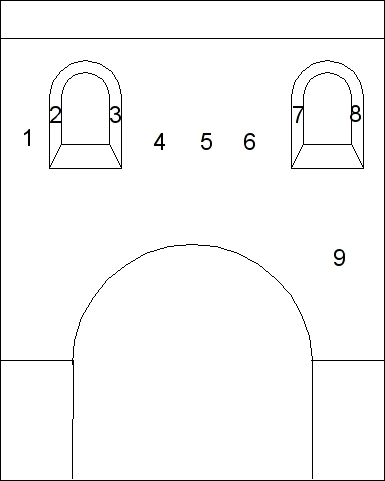
La disposition des fresques.

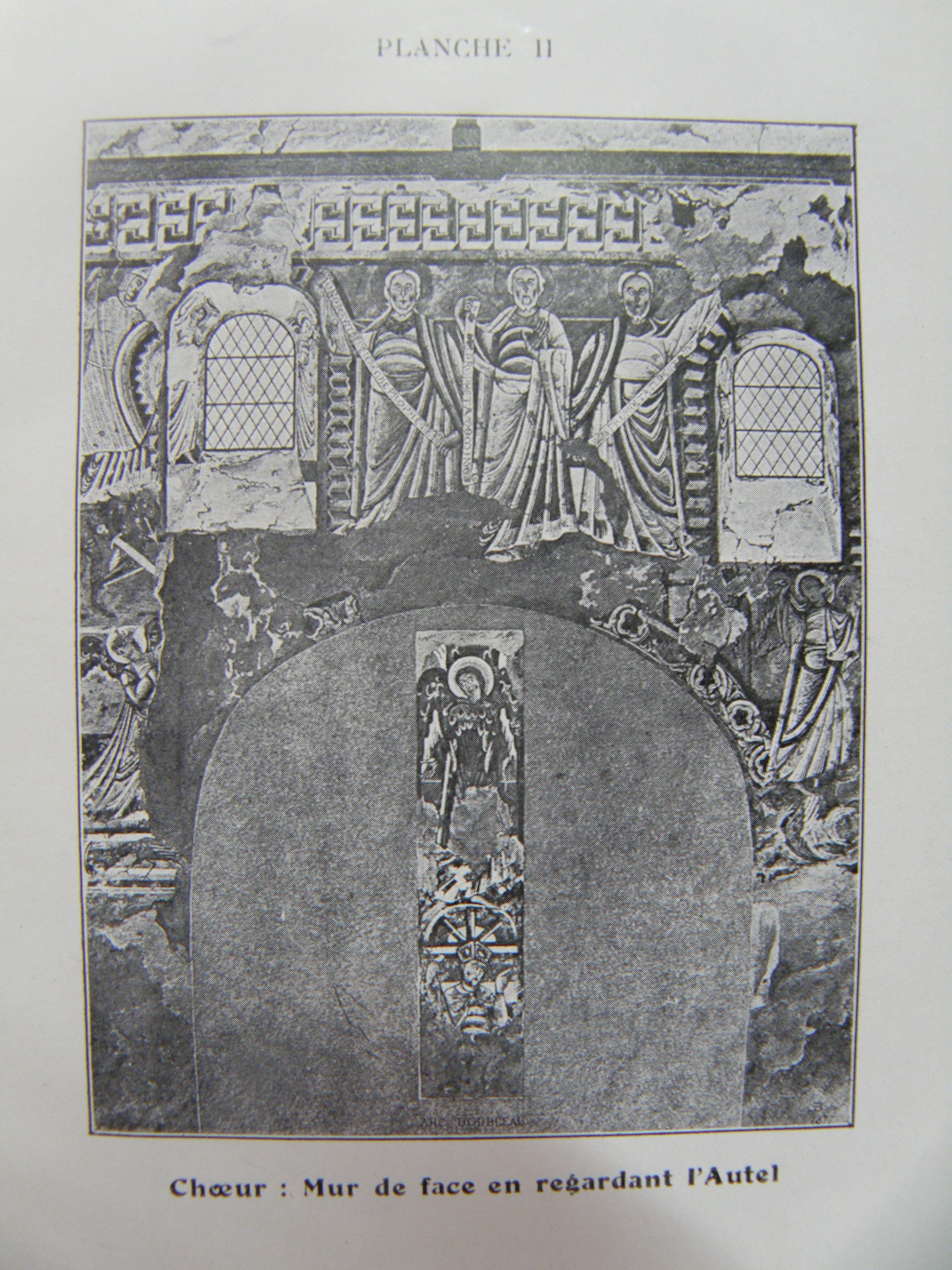
Relevé des fresques, de l'Album de la grande fresque de Vic-sur-Saint-Chartier d’Émile Jacob.

Les banderoles que tiennent les prophètes contiennent de fragments de texte d'un latin douteux. Seul Jérémie se lit sur le personnage de gauche sans ambiguïté.
Dans la fenêtre de droite, l'embrasure gauche (7) contient la figure de Caïn.

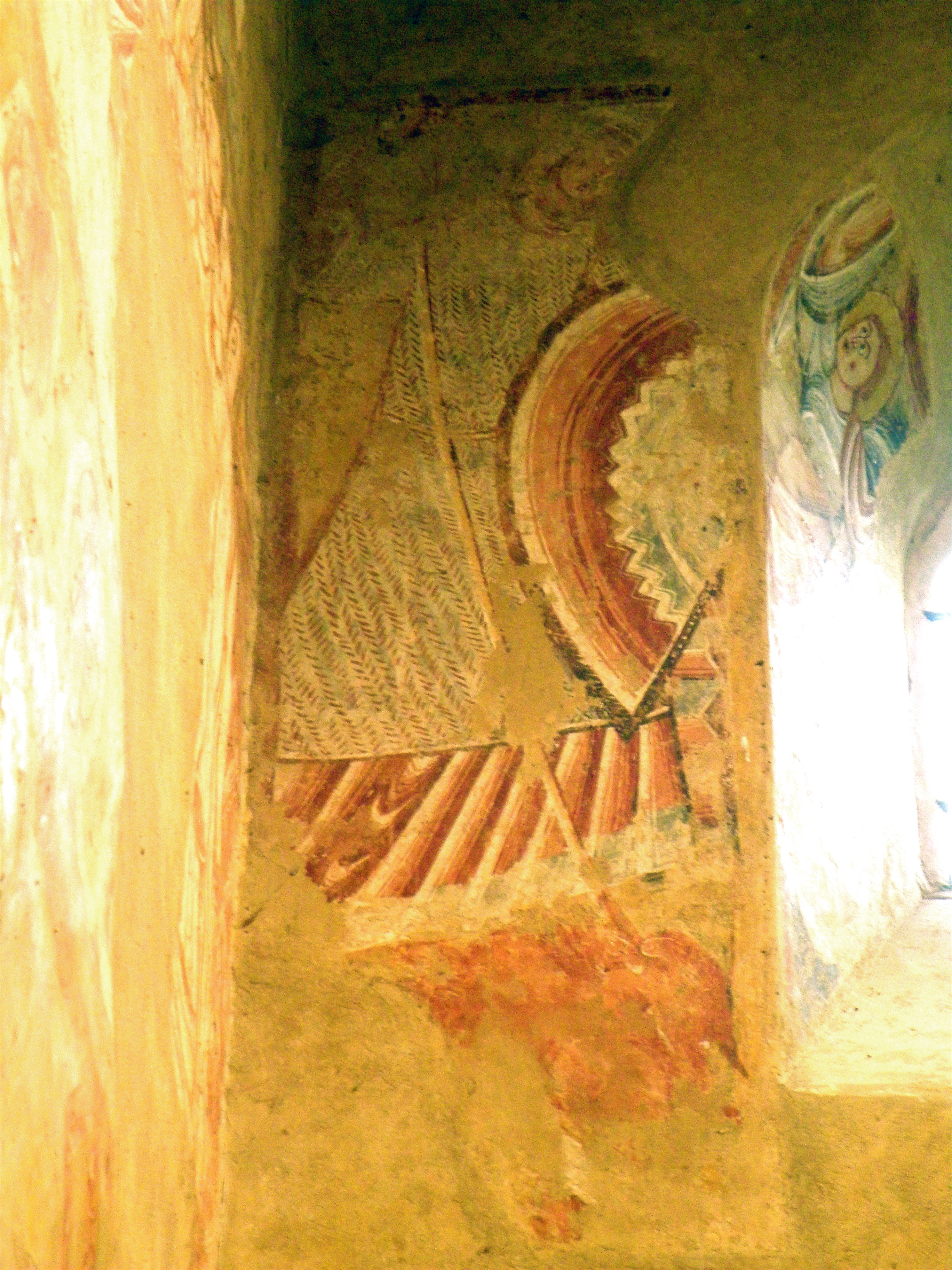
L'archange Michel terrassant le dragon (1).
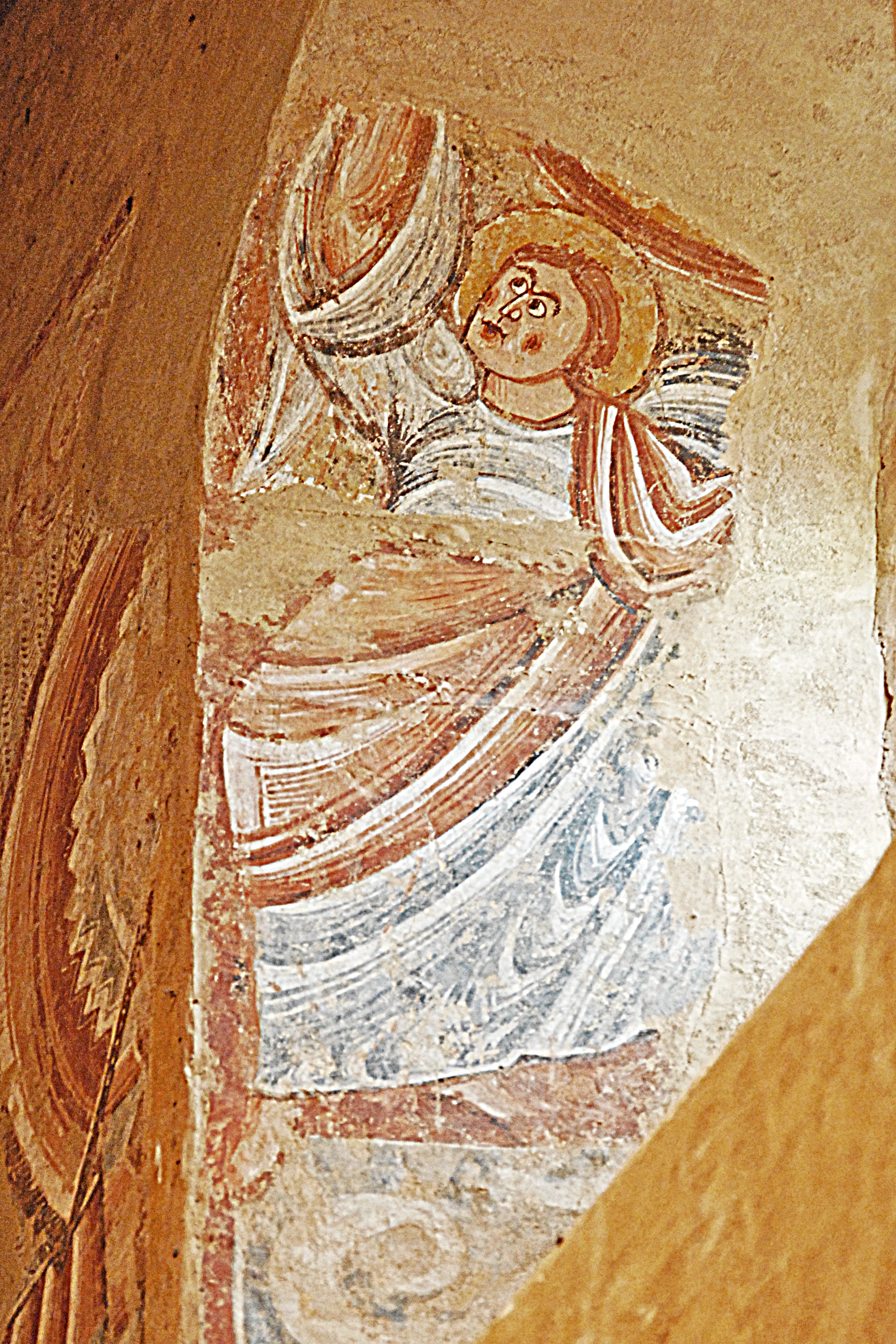
L'ange (2).
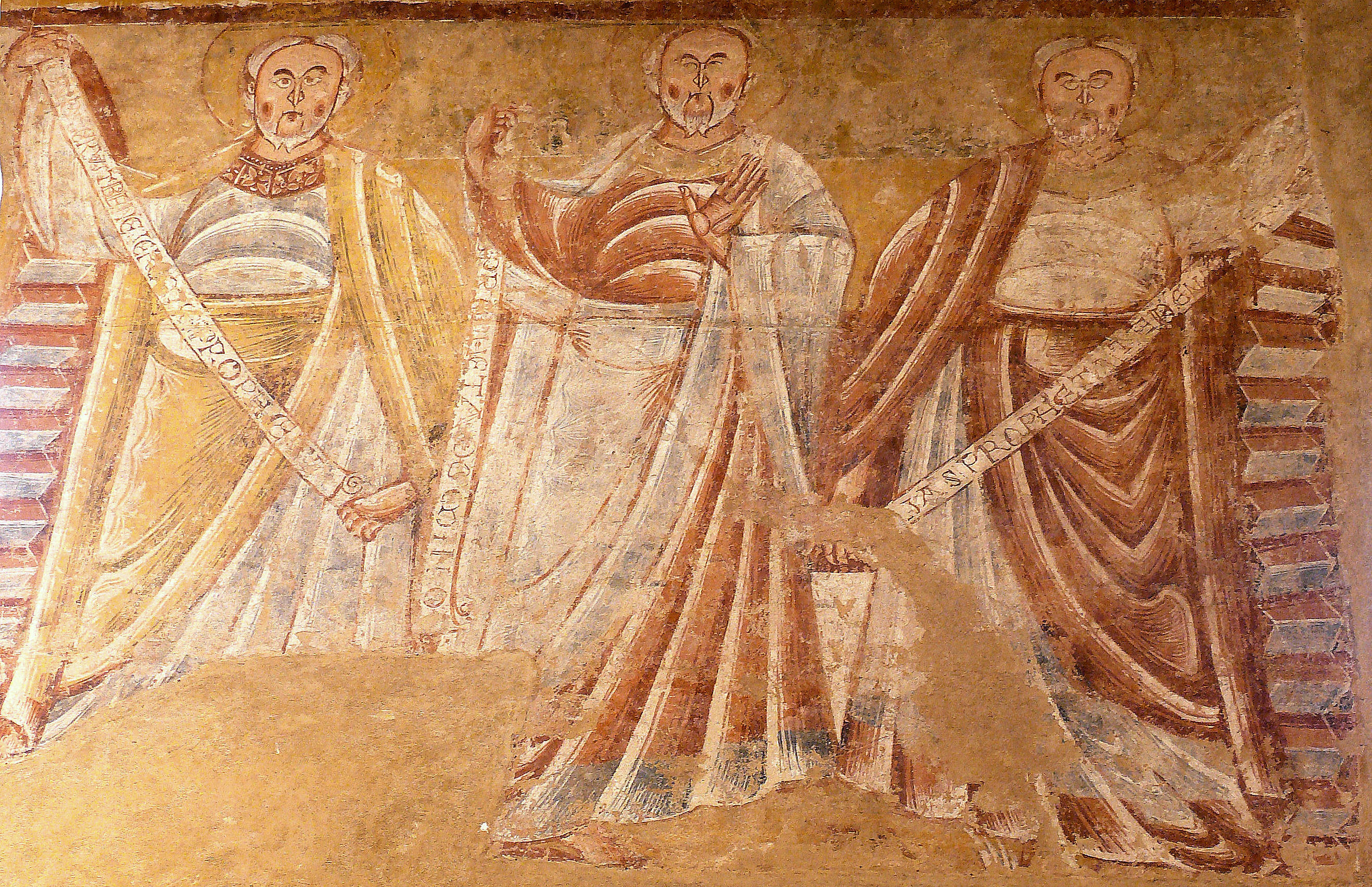
Les trois prophètes (4) (6).
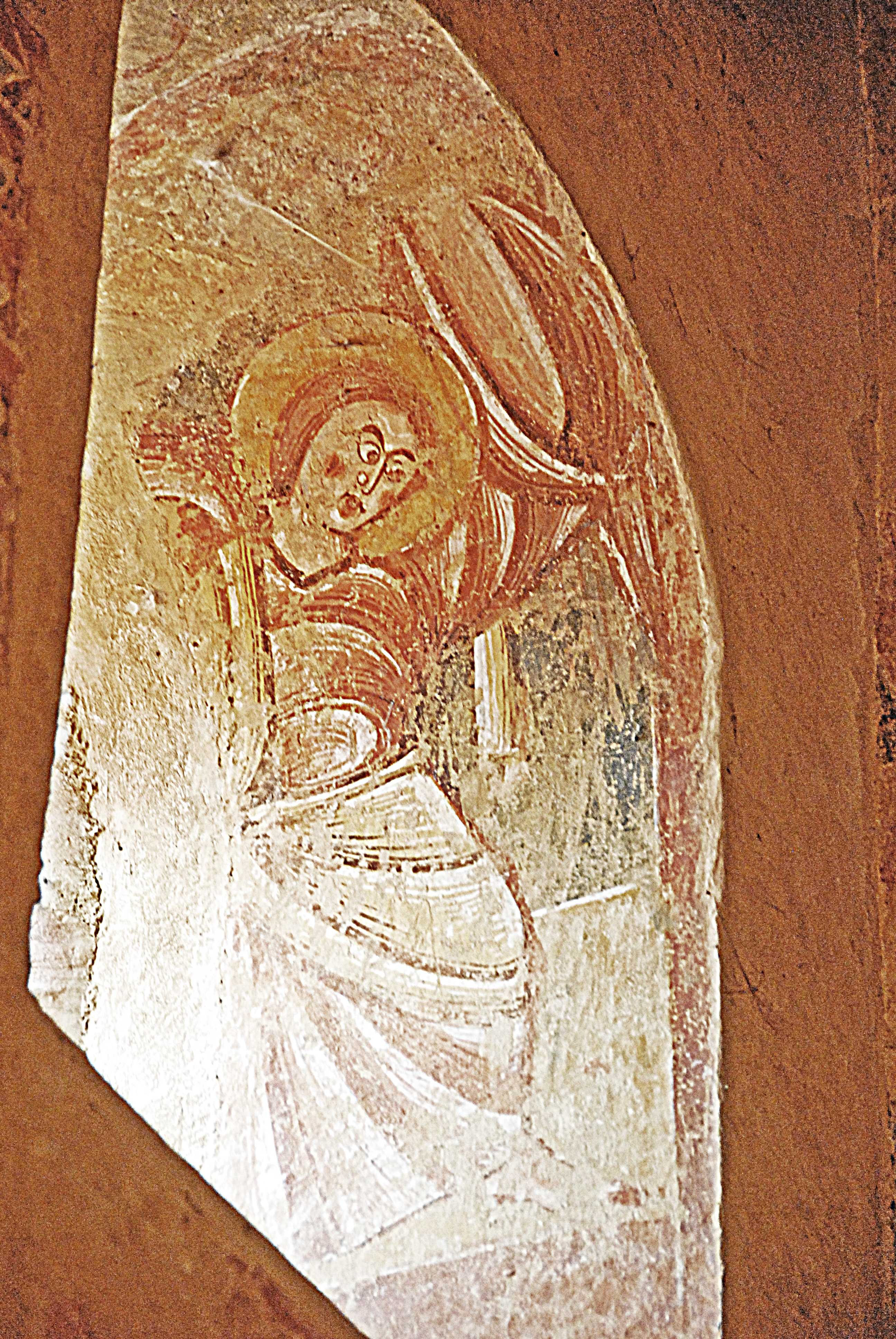
L'ange (8).

## Les fresques de l'abside
1. Christ en Majesté
2. Aigle de Saint Jean
3. Ange de Saint Matthieu
4. Lion de Saint Marc
5. Taureau de Saint Luc
6. Ange
7. Visitation
8. Crucifiement de Saint Pierre
9. Jésus devant Hérodes
10. Quadrupèdes dans des médaillons

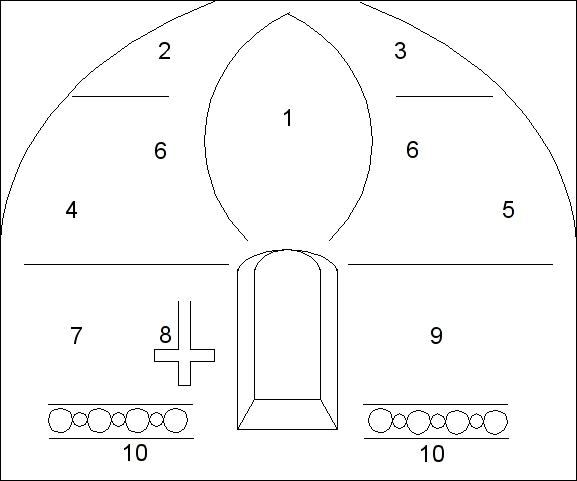
La disposition des fresques de l'abside.

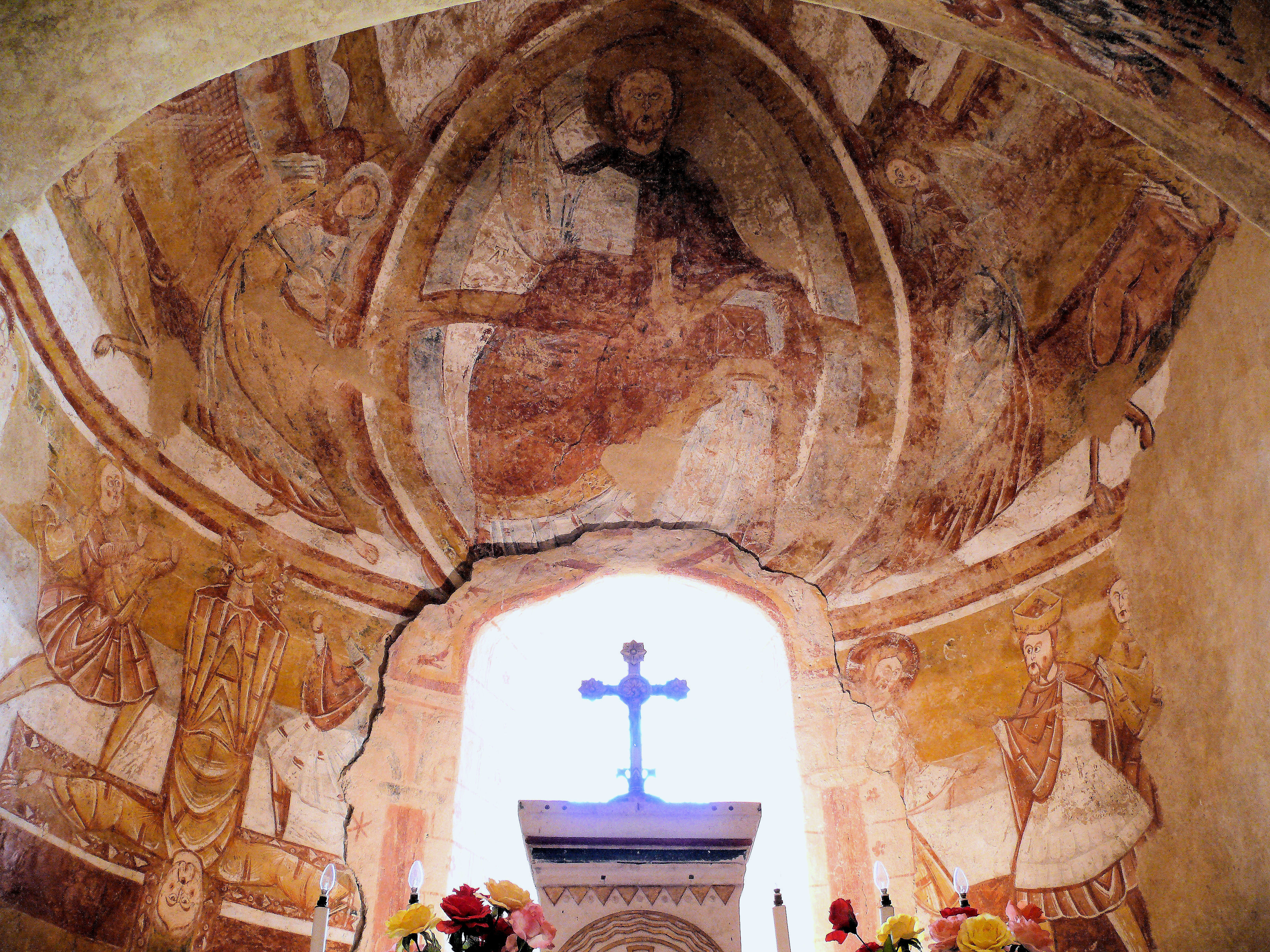
Les fresques de l'abside.

L'abside est richement décorée de nombreuses fresques. Elle comporte un Christ en majesté ou Christ rédempteur (1) sur son trône et une mandorle tenue par deux anges (6), et encadrée par les quatre éléments (2)-(5) d'un Tétramorphe comme dans de nombreuses églises romanes (voir La peinture dans l'art roman). Les symboles du tétramorphe sont ailés.
Il y a, de plus, diverses scènes qui semblent ne pas avoir trouvé de place ailleurs : à gauche, le crucifiement de saint Pierre (8) et la visitation (7), à droite une scène (9) représentant le Christ devant le roi Hérode reconnaissable à sa couronne carrée et à l'inscription qui l'identifie. Plus encore que dans les autres panneaux, les scènes sont bordées de décorations aux motifs répétées et imposants. Les bandeaux du bord inférieurs (10) ont été comparés à des décors byzantins. Ils forment une draperie surmontée de bandes alternées de jaune, de rouge et de gris-bleu et de médaillons contenant des animaux fantastiques.

### Le crucifiement de Saint Pierre et la Visitation

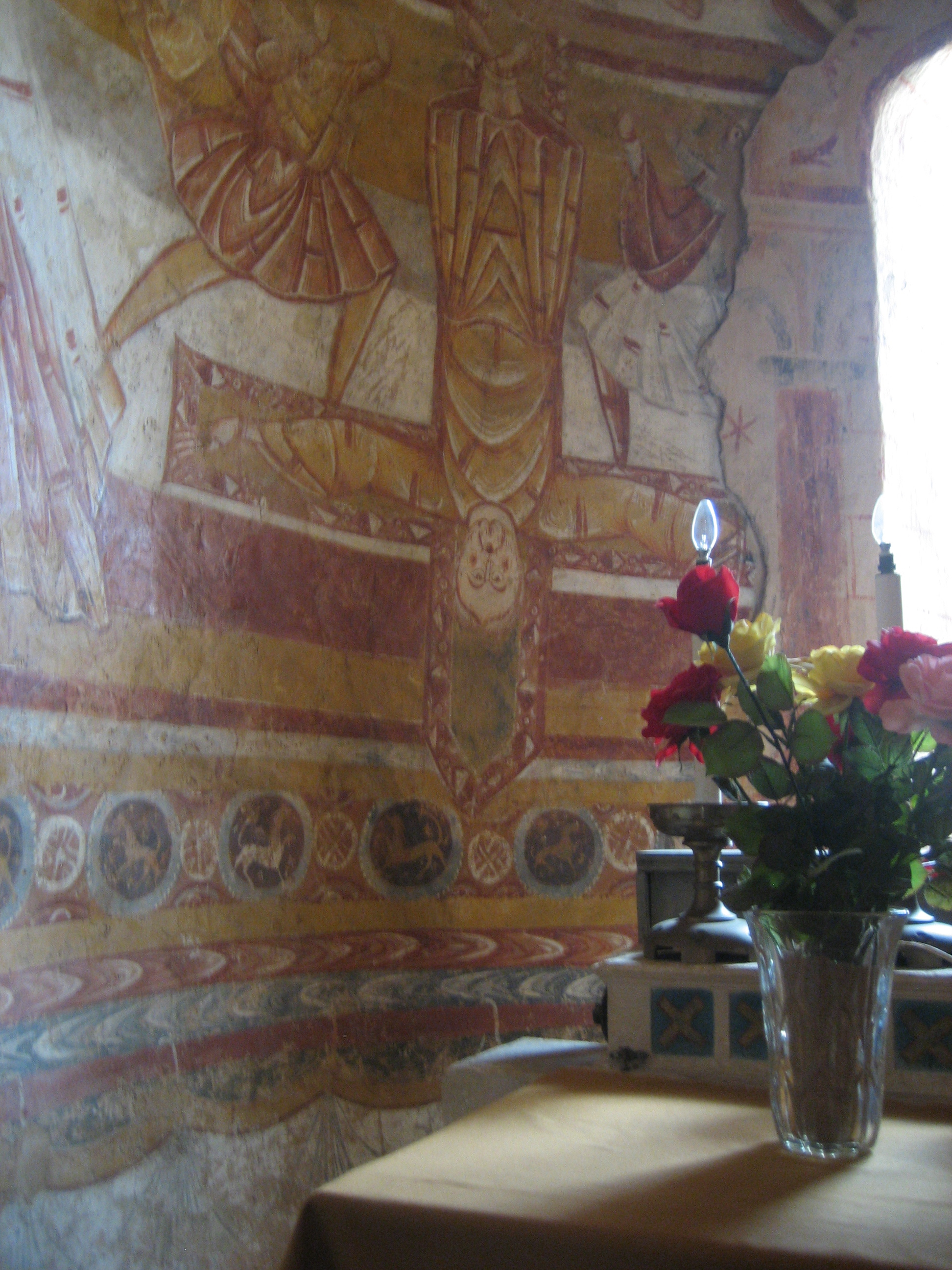
Le crucifiement de Saint Pierre (8).

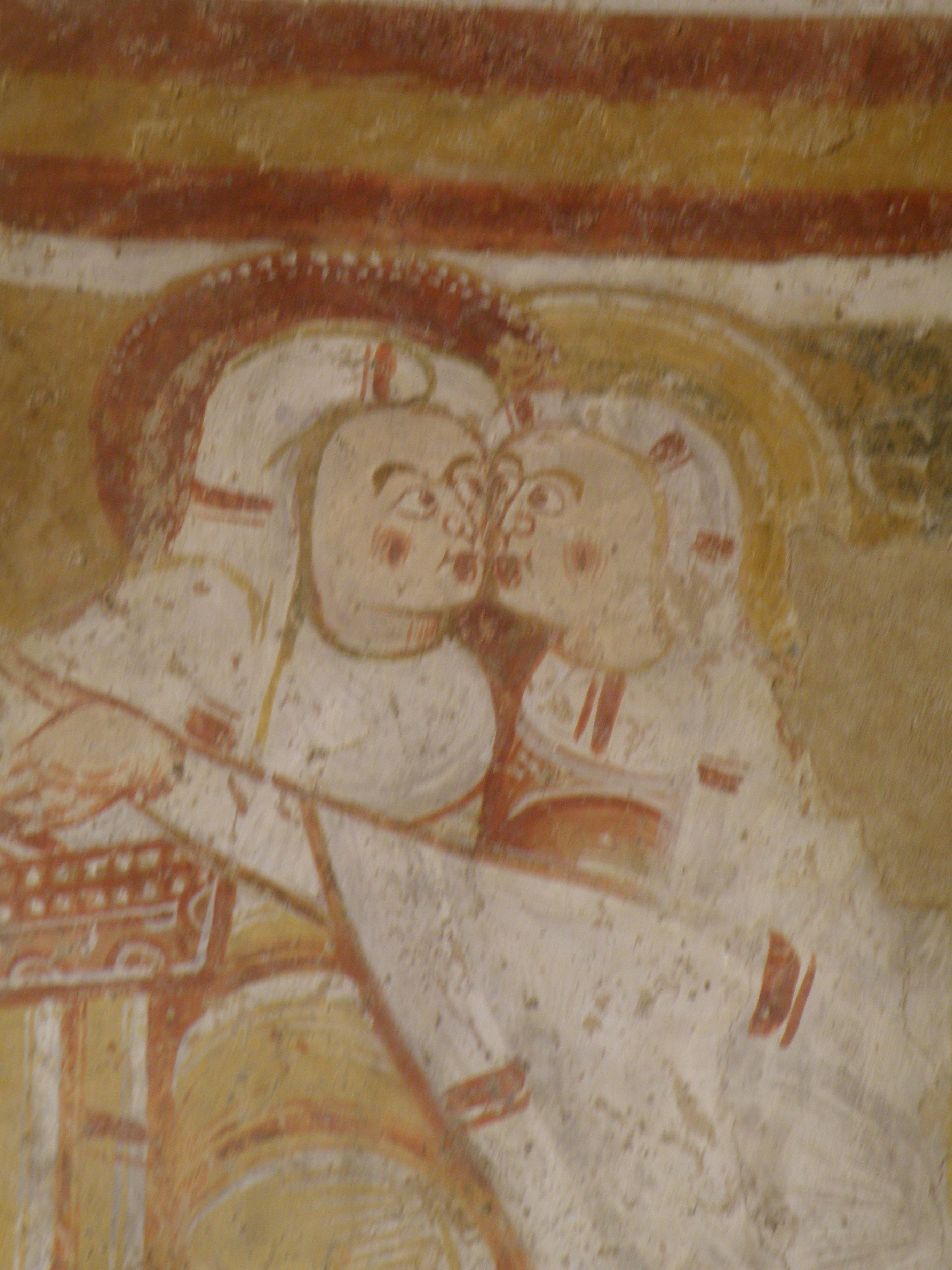
La visitation en détail (7).

Située dans l'abside, en bas à gauche, cette fresque représente Saint Pierre, pendu par les pieds, la tête en bas, deux hommes tirent sur les cordes qui lui lient les pieds. L'iconographie, qui sert de référence pour cette fresque, est tiré des Actes de Pierre, un texte apocryphe, repris dans La Légende dorée. En dessous, la large frise ornée de médaillons contenant des quadrupèdes fantastiques.
À gauche, la Visitation. C'est la visite que rendit Marie, future mère du Christ, à sa cousine Élisabeth, enceinte de Jean Baptiste. Cette visite est rapportée par l'évangéliste saint Luc (1, 39-45).

### Filmographie
- Jérôme Prieur, Le Triomphe des images (il y a mille ans), documentaire, 2016, DVD édité par La Chambre aux fresques